# Keszegfalva
Keszegfalva (szlovákul: Kameničná) község Szlovákiában, a Nyitrai kerületben, a Komáromi járásban.

## Fekvése
Keszegfalva Komáromtól 10 km-re északnyugatra, Gútától 13 km-re délre, a Vág-Duna jobb partján fekszik. Áthalad rajta az 573-as út, 2003-ig vasútállomás a Komárom-Gúta vonalon. Közigazgatásilag Szőlős (Sady), Bálványszakállas (Balvany), Vajas (Vajaš) és Lohót (Lohot) tartozik hozzá. Közigazgatási területe 34,51 km², keleti határát a Vág-Duna, északi határát pedig a Császta-ér alkotja.
Keszegfalva határa hosszan elnyúlik északnyugati irányban, egészen Bogyarétig. Délnyugatról Nemesócsa és Megyercs, délről és délkeletről Komárom, keletről Vágfüzes, északról pedig Gúta határolja.

## Élővilága
Keszegfalván 1934-ben 1 gólyafészket tartottak nyilván, 1954-ben négyet, 1984-ben hetet. Ez volt az egyedüli fordított, növekvő tendencia az egész Csallóközben a vizsgált fél évszázadban. Az egyik mellékutcában lévő fészekben 2011-ben 4, 2012-ben 2, 2013-ban ismét 4 fióka kelt ki. 2014-ben, 2015-ben és 2016-ban csak 2-2 fióka volt. 2017-ben épült újabb fészek melyben 2017-2020 között évente 3, 2021-2022 között 4, 2023-ban 2, 2024-ben 5 fiókát számoltak meg.

### Természetvédelmi területek
- A Lohóti-mocsarak (Lohotský močiar) védett terület (24,13 ha) a vízimadarak fontos fészkelőhelye a Vág-Duna árterén.
- A Füzes (Vrbina) és a Kis-Sziget (10 ha) közvetlenül a falu mellett, a Vág főmedre és a Konkoly-holtág között fekszik, a sűrű füzessel körülvett nyárfák a vízi- és erdei madarak fészkelőhelyei.
- A Túzokos (Dropie) természetvédelmi terület egy része is a falu kataszterébe tartozik.

## Történelem

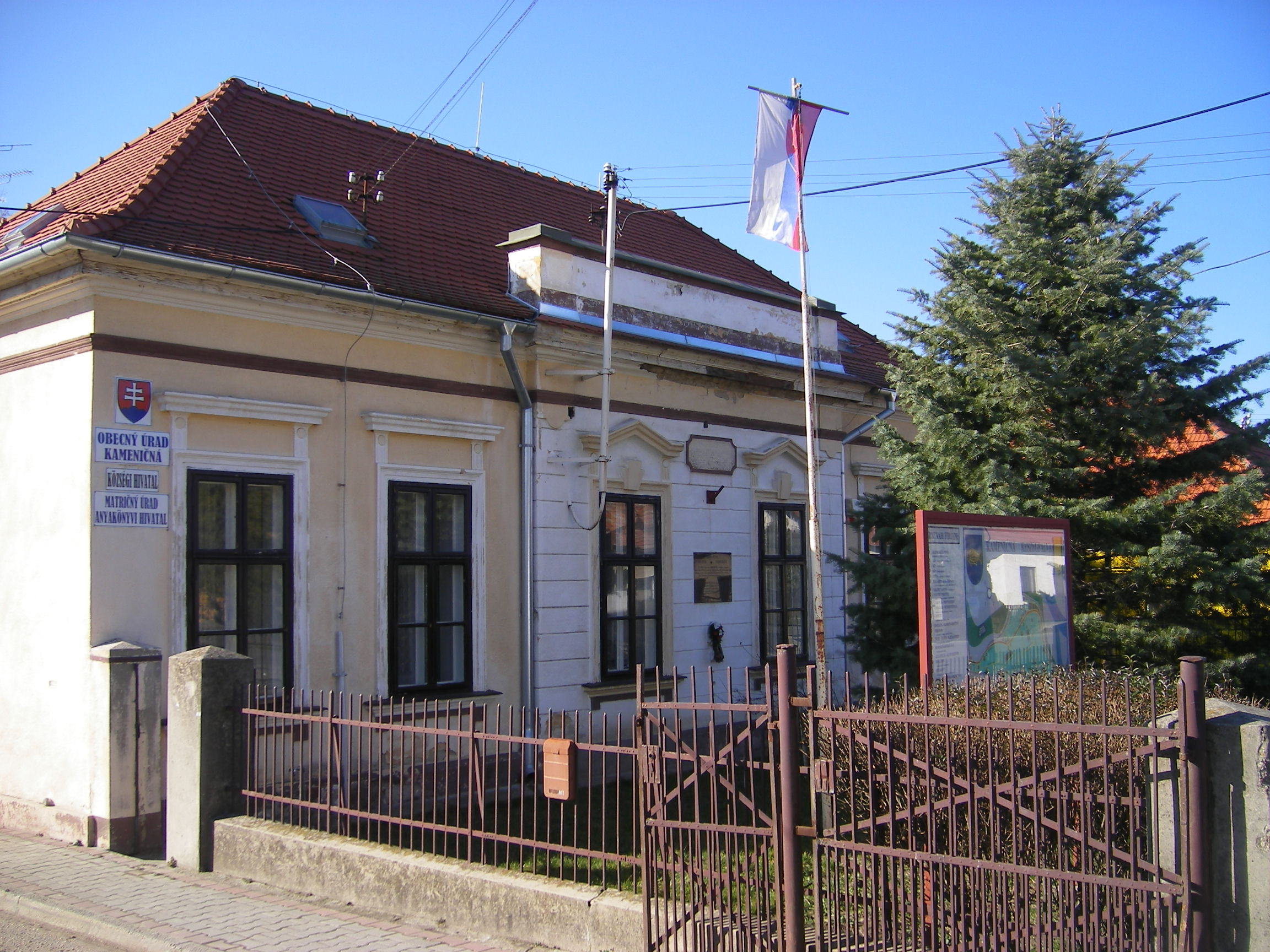
A községi hivatal épülete

Bálványszakállas pusztáról 1911-ben valószínűleg avar kori fegyverek kerültek be a komáromi múzeumba. 1913-ban körülbelül 15 sírt bolygattak meg egy építkezés során Kiss József földjén, majd 1974-ben és 1986-ban összesen 35 sír került elő.
Bár a hozzá tartozó Lábám, Nádas-ér és Misnyáló vizek, mint határt jelölő helyek már 1261-ből ismeretesek, első írásos említése csak 1482-ből származik (ekkor a Posár család birtoka). Bálványt már 1247-ben említik, mint a Koppán nemzetség birtokát, akiktől rokonaikra, a gróf Cseszneky családra szállt.[forrás?] 1345-ben egy hetényi birtokperben bálvány előnevű királyi emberek is eljártak.
A falu eredetileg a folyó bal partján feküdt, de mivel a Vág-Duna  vize állandóan alámosta a partokat, a lakosok a védettebb jobb partra települtek át. A 16. században a komáromi vár birtoka volt, udvarnokok, várszolgák, lovászok lakták. A század második felében a törökök teljesen elpusztították, 1669-ben már pusztaként említik. A törökök kiűzése után (1681-ben) vízivár létesült itt, melynek ifjabb Zichy István lett a parancsnoka. A fokozatosan újjáéledő falu (melynek 1787-ben 381 lakosa volt) híres volt kiváló szénájáról és az itt termesztett dohányról.
1789-ben igen rossz termés volt a Csallóközben is, így II. József országos terményösszeírást rendelt el. A keszegfalvi parasztok megtagadták az összeírást, így a szolgabírót küldték ki a faluba, akit a helyiek tűzharcban agyonlőttek, az összeíró biztosokat pedig elkergették a faluból.
Vályi András 1796-ban kiadott geográfiai szótárában így ír róla: „KESZEGFALVA. Szabad puszta Komárom Vármegy. földes Urai több Uraságok.”
Az 1848-1849-es szabadságharc idején kisebb csatát vívtak a falu határában.
1848-ban Fényes Elek Komárom vármegye leírása című munkájában így ír a faluról: „Keszegfalva, magyar falu, határos Guttával, Balvány-Szakálas s Vízvár pusztákkal, a Vágh-Duna mellett, Komáromhoz északra 1 1/2 mfldnyire. Határa a szölősi pusztával egybe van olvadva, s a Vágh- Duna által keresztül metszetik, az innenső vagyis a csalóközi rész 1611 hold, mellyből 803 hold szántóföld, 808 hold pedig kaszáló és legelő. Vannak több szigetei is, mellyek náddal és vesszővel szolgálnak. A Vágh-Dunán túleső rész 2500 hold kiterjedésű, melly nagyobbára jó szénáttermő rétség, erdőség, gyümölcsös és nádas posványos terület; a Vágh, Nyitra kiöntéseitől sokat szenved. Folyói: a Vágh-Duna erei, a Dodvágh, a Császta, melly Pozson vármegyéből Vásárúttól jő s nagy és mély erével Ekecs., Apácza-Szakálas, Aszód, Gutta, Bálvány-Szakálas, Keszegfalva határain kereszstülfolyva a keszegfalvi holt Vághba foly egyik ágával, másikkal a Vágh-Dunába szakad. Jelenleg ugyan a töltések által végképen elfojtatott. Ez érnek árka is épen ollyan, mintha hajdan mesterséges csatorna lett volna. Fekete agyagos öntéses földe igen termékeny: dohány is több mint 30 holdban termesztetik az ide való zsellérek által. Népessége 311 lélek, kik közt kath. férfi 121, nő 125 ; ref. férfi 4, nő 3; zsidóférfi 5, nő 4; a Vágh-Dunán túl a szigetben lakók száma 25 férfi és 25 nő; van itt továbbá 33 nemes családfő, 1 kovács, 1 szabó, 1 csizmadia, 1 mészáros. A r. katholikusok saját templommal és pappal birnak. Földesurai: Kürthy, Csúzy, Balogh, Missics, Simonyi, Lipovniczky, Sárkány, Malovecz nemes családok.”
1898-ban és 1903-ban árvizek pusztítottak. 1884-ben épült a postahivatal, 1910-ben a községháza. A századfordulón a környező nyugat-csallóközi mocsarakat lecsapolták, két csatornát is ástak. Az egyik szivattyúállomás átadásán 1856. szeptember 23-án Ferenc József is részt vett. 1914-ben közadakozásból megépült a Komárom-Gúta vasútvonal, melynek egyik állomása Keszegfalván volt.
Borovszky Samu monográfiasorozatának Komárom vármegyét tárgyaló része szerint: „Keszegfalva, vágmenti magyar nagyközség, melynek első írott emlékét csak 1482-ben találjuk, de a határához tartozó Lábám nádasér és Misnyáló, mely utóbbi azelőtt mocsár volt, már 1261-ben említve vannak. A község ma már nem ott fekszik, a hol azelőtt, mert a Vágduna folyton alámosta és elszakította a község területének partjait, házainak nagy részét romba döntötte, minek következtében a lakosok odébb telepedni voltak kénytelenek, úgy, hogy összeomlott régi templomának helye most a Vág túlsó partján van. Hajdan a Posár család birtoka volt és mezővárosi szabadalmakkal dicsekedett. A Posár családnak fiágban magva szakadván, a királyi fiskus tette rá a kezét, de azután Gyulay Ferencz kapott rá királyi adományt. A Gyulayak azonban nem soká birtokolták, mert 1655-ben a Posárok részeibe és Posár Lukács kastélyába Sibrik Dánielt iktatják be. A törökök ezt a községet sem kímélték meg. 1669-ben néptelen, puszta faluként van említve. Később új telepesek foglalták el, és 1719-ben Huszár Éva és Juliánna, és Disznósi Horváth György a birtokosai. Majd a Balogh, Majthényi, Missich, Csúzy, Kürthy, Horváthy és a Malovecz családok lettek a nagyobb közbirtokosai, most pedig az esztergomi érsekségnek és Pulay Gézának van itt nagyobb birtokuk. Határában azelőtt kiváló dohányt termeltek. 1848-ban itt a magyar és az osztrák csapatok között ütközet volt. 1898-ban és 1903-ban az árvíz okozott a községben és határában nagy károkat. A község házainak száma 153, lakosaié 1431, a kik mind róm. katholikusok. Templomuk 1872-ben épült. Ide tartoznak Bálványszakállas, Homok, Kava, Királyné, Rakóhát és Vízvár puszták, Lohot és Szőlős dűlők, végre a nagyszigeti házcsoport. Kava puszta okleveles említése már 1075-ben történik. 1260-1270 között Coa alakban szerepel és ekkor Tamás, Balyan és Opour osztozkodnak e birtokon. 1420-ban Pozsár vagy Posár Domokos a Kavai előnevet használja. Bálványszakállasnak már a rómaiak alatt nagyobb szerepe lehetett, mert a római erődnek még látható nyomai arra engednek következtetést, hogy ez a castrum a Komárom és Ószőny közötti dunai átkelést biztosította. A hagyomány a nevét is onnan származtatja, hogy itt egy szakállas római szobrot, vagyis bálványt találtak. Első írott nyomára 1229-ben bukkanunk. 1268-ban Zakalus néven szerepel és ekkor már egyházas hely, Szent Györgynek szentelt templommal. Komáromi várbirtok volt és a királyi udvarnokok, várszolgák és lovászok lakóhelye. 1285-ben IV. László az esztergomi érseknek adományozott itt részeket. 1308-ban Posár György a Zakalusi előnevet használta. 1530-ban még nagy, népes községként van említve, azonban a török dúlások alatt elpusztult és még 1669-ben is puszta, elhagyatott hely. Mindvégig az esztergomi érsekség maradt az ura. Szőlős helyén hajdan Szovát nevű elpusztult község feküdt. 1224-ben a győri püspökség birtokaként van említve, 1425-ben azonban már Némai Kolos Jeromos az ura és ekkor Zavath a neve, 1482-ben pedig Zuath-nak írják. 1485-ben Mátyás király Marczelházi Posár Mihálynak és Györgynek, Miklós fiának és Gáspárnak, és Demeter fiának Zauad-ra új donácziót ad. 1650-ben még Zovad alakban van említve, de 1691-ben, mikor a török pusztítások után újra települt, már Szőlősnek is nevezik. 1700-ban Sándor István kapott reá királyi adományt. Vízvár már 1485-ben említve van. 1659-ben, Rudnay István és Csúzy Zsuzsánna gyermekei osztozkodnak rajta. 1681-ben I. Lipót itt váracsot emeltetett, melynek parancsnokává ifj. gróf Zichy Istvánt nevezte ki. 1734-ben Fekete György, Csúzy Imre és Király Mihály voltak a birtokosai. 1747-ben báró Amade Tádé tart rá igényt, 1754-ben pedig Ocskay Júlia követeli Hunyady Jánossal szemben. Később a Csúzyakon kívül a Nedeczky, Pyber, Halassy, Korniss, Bossányi, Molnár és a Kotz családok lettek a birtokosai. Tormás nevű dűlője azelőtt puszta és még a mult század elején is 93 lakosa volt. Az ú. n. Puszta templomdombon egy elpusztult templomnak a maradványai láthatók. Hogy hajdan az említettek közül melyik helységnek a temploma volt, azt nehéz biztosan megállapítani.”
A trianoni diktátumig Komárom vármegye Csallóközi járásához tartozott. 1939-1945 között újra Magyarországhoz csatolták. 1944 júliusában német pilótát ravataloztak a faluban.
1965 júniusában súlyos árvíz pusztított, a falu házainak fele elpusztult. Az állam és a patronáló csehországi járások segítségével 2 év alatt helyrehozták a károkat. 1954-ben Kava, 1968-ban Keszegfalusi Sziget vált le róla, utóbbiból alakult Vágfüzes község, előbbit pedig Komáromhoz csatolták. 1974-ben Királynérét (Kráľka) pusztát Gútához csatolták át. 2003-ban megszüntették a Komárom-Gúta vasútvonalat.

## Népessége
| Év:            | 1994. | 2004.   | 2014.   | 2024.   |
| -------------- | ----- | ------- | ------- | ------- |
| Emberek száma: | 1736  | 1839    | 1929    | 1921    |
| Eltérés:       |       | +5,93 % | +4,89 % | -0,41 % |

| Év:            | 2023. | 2024.   |
| -------------- | ----- | ------- |
| Emberek száma: | 1883  | 1921    |
| Eltérés:       |       | +2,01 % |

1910-ben 1772-en, túlnyomórészt magyar anyanyelvűek lakták.
1941-ben 2810 lakosa volt.
2001-ben 1793-an lakták: 1409 magyar és 345 szlovák.
2011-ben 1929 lakosából 1334 magyar és 407 szlovák.
2021-ben 1934 lakosából 1337 (+73) magyar, 441 (+31) szlovák, 20 (+58) cigány, 13 (+2) egyéb és 123 ismeretlen nemzetiségű volt.

## Önkormányzat
A község önkormányzatának képviselőtestülete 9 tagú, az önkormányzat élén a polgármester (2010 óta Milan Lehocký, korábban Toma Tibor) áll.
A község jelképei a címer és a zászló, melyeket 1997-ben szenteltek fel. A címer kék mezőben a község névadóját, egy sárga keszeget ábrázolja. A zászló a címer színeit követi, a kék-sárga-kék zászló háromágú fecskefarokban végződik.

## Oktatás, kultúra

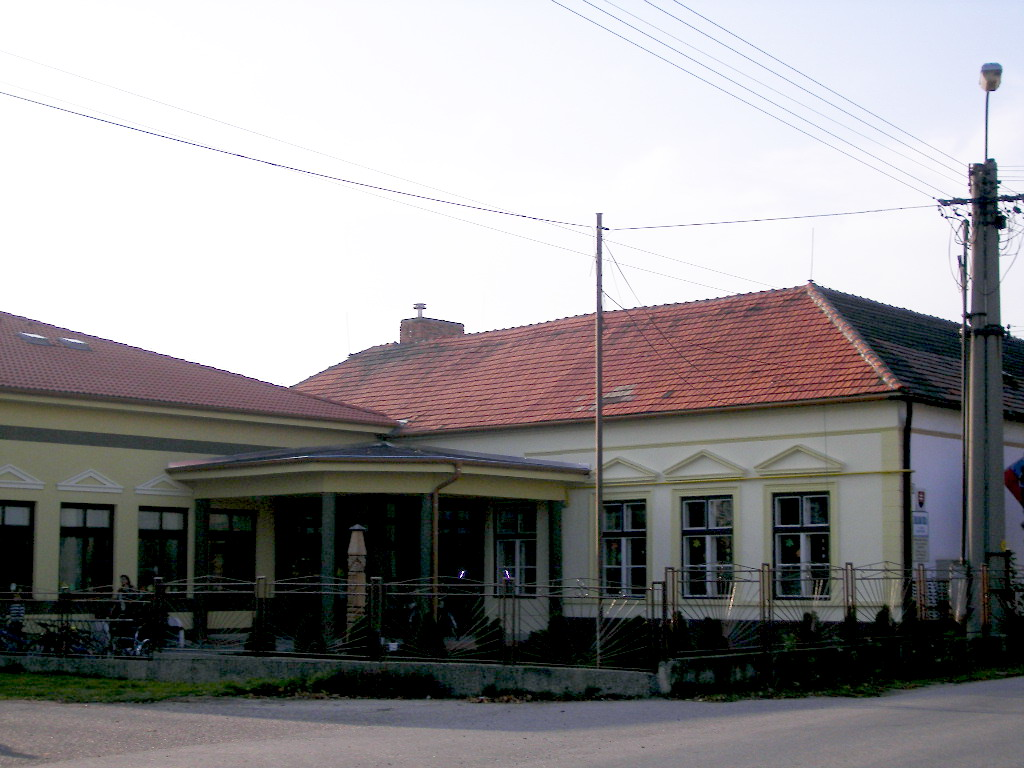
A Lőrincz Gyula Alapiskola

Keszegfalván magyar (Lőrincz Gyula Alapiskola) és szlovák nyelvű alapiskola (egy épületben), valamint óvoda is működik.
A községi újság (Keszegfalva Hangja) 1999 óta jelenik meg negyedévenként.
A községben futballklub (Tj Agro Balseed), valamint (1886 óta) tűzoltóegylet működik.

## Gazdaság

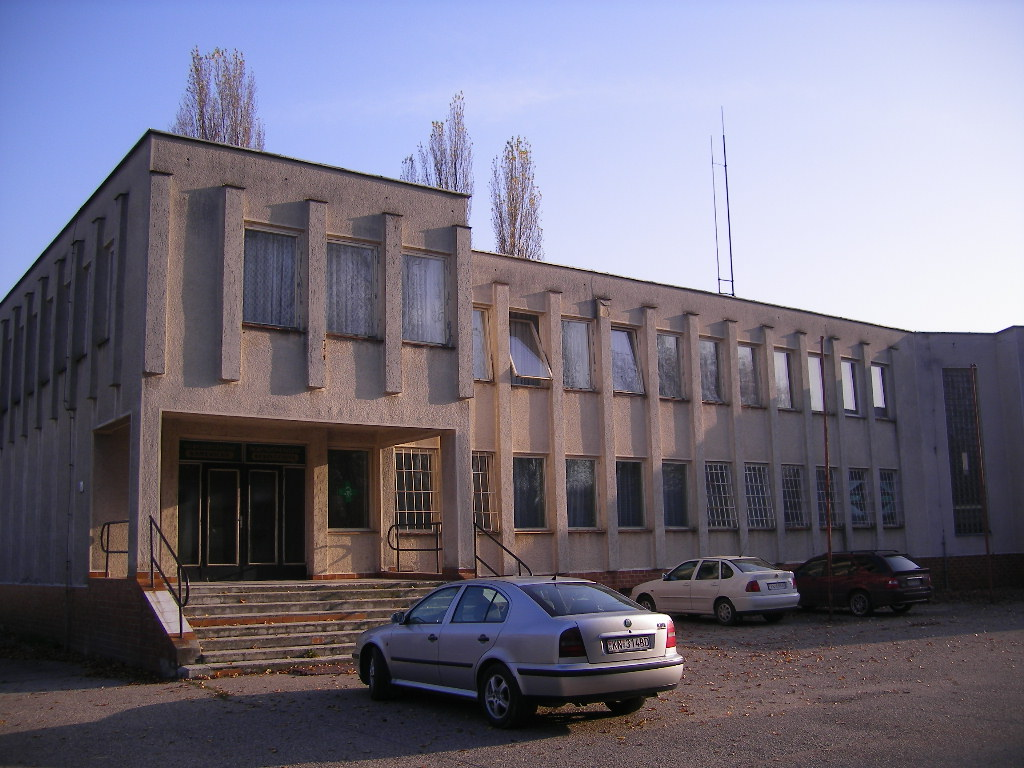
Az Agrárszövetkezet székháza

A község mezőgazdasági jellegű, a keszegfalvai Agrárszövetkezet (a korábbi EFSz) 1948-ban alakult, és 25 km² területen gazdálkodik. Fő profilja a magtermesztés és a szarvasmarha-tenyésztés. A bálványi BALSEED Kft. (a korábbi állami gazdaságból alakult 1993-ban) is elsősorban magtermesztéssel foglalkozik. Kis nyomdaüzem is működik a faluban. Lakóinak nagy része Gútára és Komáromba jár be dolgozni.

## Neves személyek
- Bálványszakállason született 1852-ben Farkas Ferenc hercegprímási uradalmi gazdasági intéző, gazdasági szakíró, hercegprímási uradalmi nagybérlő.
- Itt született 1921-ben Stegena Lajos geofizikus és térképtörténész, egyetemi tanár
- Bálványszakállason született 1953. december 8-án Kocsis Aranka néprajzkutató, szerkesztő.
- Itt él Liszka József archeológus és etnográfus.
- Itt él L. Juhász Ilona néprajzkutató.
- Itt szolgált Fehér János (1823-1887) katolikus pap.
- Itt szolgált Karaffa János (1973-2021) szlovákiai magyar plébános.

## Nevezetességek

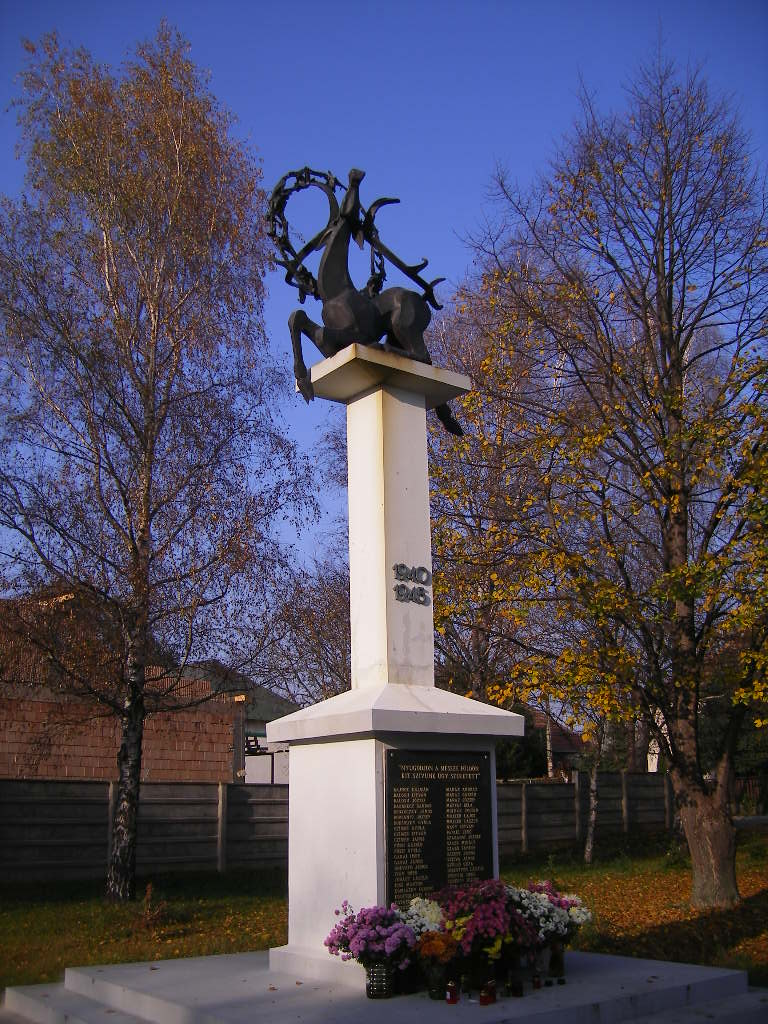
A második világháború áldozatainak emlékműve

- Szent Vendelnek szentelt Római katolikus temploma 1870-ben épült neoklasszicista stílusban. Szent Vendel oltárképét 1897-ben, a falu jelképeit száz évvel később szentelték fel.
- Bálványszakállason román kori (13. századi) templom alapjait tárták fel a régészek.
- A főút menti parkban 1998-ban avatták fel a második világháborúban elesett keszegfalusiak emlékművét. Itt áll a kitelepítettek és meghurcoltak emlékkopjafája is. Az iskolaudvarban álló kopjafát 2007-ben állították.
- Az első világháborúban elesettek emlékműve Berecz Gyula alkotása, a Dicsőséggel harcoltunk, becsülettel haltunk meg feliratot viseli.
- A község területén számos szakrális kisemlék található:
  - Útmenti kereszt a Fő utcában.
  - 1937-ben Lőrincz Géza által emeltetett kereszt a falu északi szélén.
  - Nepomuki Szent János szobra a templom közelében, a Komárom-Gúta országút mellett.
  - A régi temetőben két nagykereszt is áll: az egyiket 1864-ben állíttatta Lalák Mihály, a másik 1917-ből származik.
- A falunapot szeptemberben tartják.
- Egykori kastélyát Szüry Lajos királyi tanácsos építtette 1866 körül, később Dechy József vásárolta meg. A második világháború után szlovák áttelepültek lakták, majd a helyi termelőszövetkezet tulajdonába került, ekkor irodahelyiségeket és raktárakat rendeztek be az épületben. 1965-ben lerombolták, helyén műhelyt létesítettek.[17]

## Külterületek

### Bálványszakállas

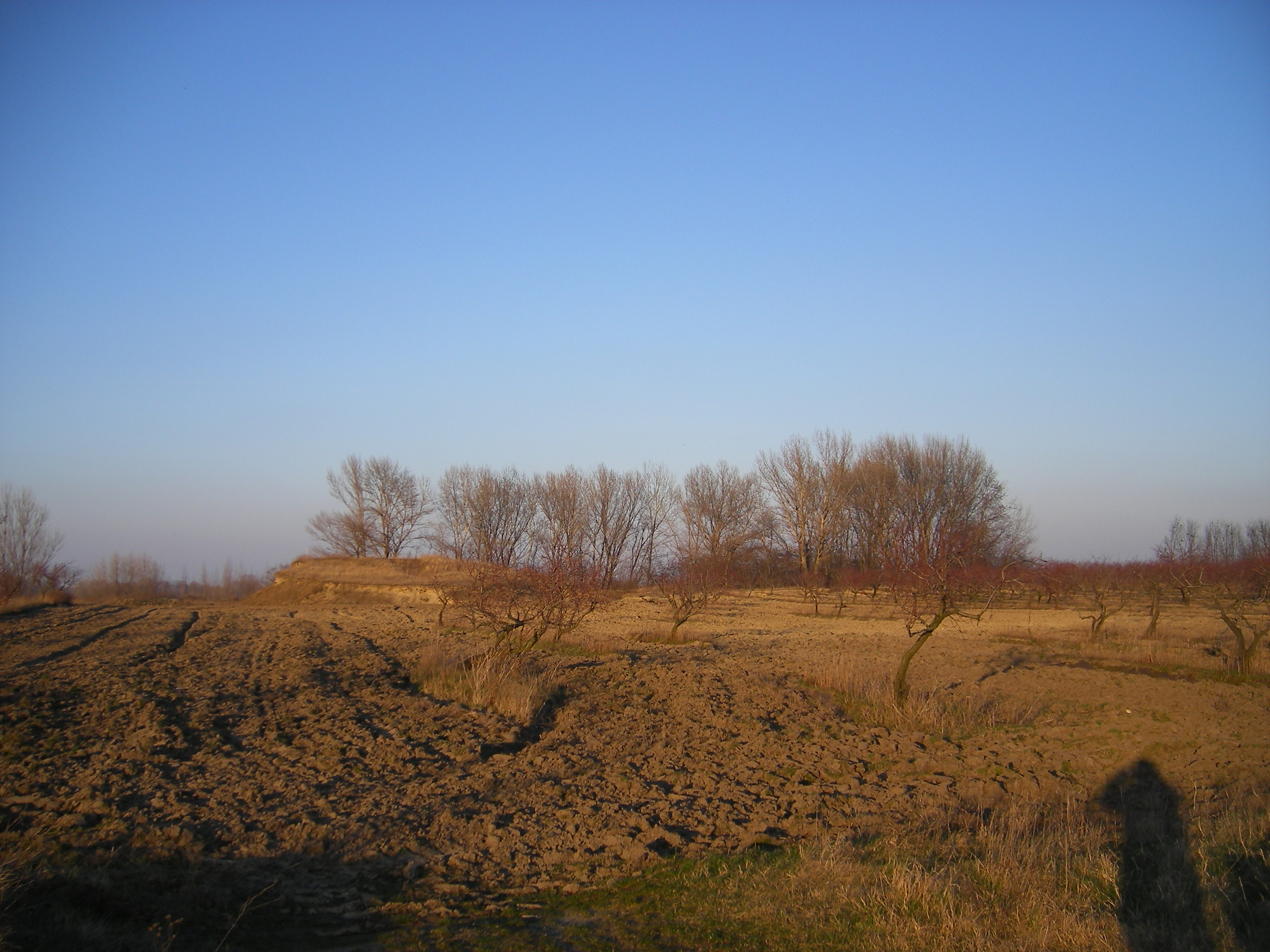
Homokdombok Bálványszakállasnál

Bálványszakállas (általánosan használt nevén Bálvány, szlovákul Balvany) Keszegfalvától 2 km-re északnyugatra, a Gútára vezető 573-as út és a Komárom-Gútai-főcsatorna között terül el 2 km hosszan. Északi részét egy homokdomb alkotja, melynek oldalában gyümölcsösök találhatóak.
Egykor a verebélyi szék része volt, közbirtokosságának rendelései 1587-ből maradtak fenn. Temploma elpusztult.
Vályi András 1796-ban kiadott geográfiai szótárában így ír róla: „SZAKÁLLOS. Bálvány Szakállos. Szabad puszta Komárom Várm. földes Ura az Esztergomi Érsekség, fekszik Guttának szomszédságában, mellynek filiája.”
Fényes Elek így ír Bálványszakállasról 1848-ban: „Bálvány-Szakálas puszta Kavalháttal együtt határos Keszegfalvával, Megyercscsel és Guttával. Kiterjedése 4341 hold, ebből a szélhordta homokbuczkák tesznek 150 holdat, 200 hold pedig homokos, de mindent bőventermő szántóföld, s ennek egy részét a keszegfalvi zsellérség dohánynyal ülteti. A határ többi része gazdag kaszáló, vagy mocsáros nádas rétség. Ugyanis e puszta ezelőtt az áradásoknak, kivéve emelkedettebb homokbuczkáit, egészen ki volt téve, melly miatt szénája nagy bőséggel termett ugyan, de sásas- és kákásminőségű, jelenleg jobb, ámbár a posonmegyei vizek tavaszonként most is döntik. Vizei: a Vágh-Duna egy ága, a Császta ere s több mocsáros hely. Mint már fentebb láttuk, a puszta fű termése széna, s a rétek egy részét a guttai urodalom évenkint nyilas-számra szokta elárvereztetni, másik részét pedig az uraság jármos marhái és gulyája, vagy más pusztai mar hája s birkái részére takaríttatik fel a guttai jobbágyság által, melly évenkint ide kaszálásra 300 napszámot s felgyűjtésére ugyanannyit tartozik szolgáltatni. Valamint a szénának elszállítását a csémi pusztára szinte Gutta város tartozik eszközölni. Van itt az uraságnak ispáni laka több gazdasági épületekkel s a gazdasági személyzet áll 27 katholikus egyénből. Földesura az esztergomi érsek. E puszta hajdan népes helység volt s a reformátusok népes anyaegyházat birtak, melly azonban másfél századdal ezelőtt elpusztulván, az úrasztalához való ezüstedények Megyercsre tétettek, s ott máig is használtatnak. Mind a kehelyen, mind a tányéron metszve, e szavak olvashatók: „Bálvány-Szakálasi reformált ekklisiáé." Van e pusztának délkeleti szélén egy kerek domb, melly mesterséggel készült, s a rendes földszíunél 4-5 öllel magasabb, mellyen közmonda szerint a régi rómaiak idejében municipium volt. Az épület elpusztulván, maradványaiból a mostani tisztilak épült, az alapból, melly sok ölre a föld alatt tart, s földalatti rejteke is volt,.mostanában ásták s vágták ki a csaknem eggyé vált köveket, s mit még eddig fel nem használtak, most is köbölszámra ott hever. Mint egy kövöni felírás mutatja, municipium volt a szakálas Jupiternek szentelve, s hihető, hogy Szakálas szobra is fennállván, a magyarok innen nevezték-el a helységet Bálvány-Szakálasnak, vagy Szakálas-Bálványnak. Az ispáni lakon egy kőtáblán e betűk olvashatók: IOM PRO SALVTE COL az az; Jovi optimo maximo, pro salute coloniae vei colonorum. E tábla hihető, hogy Ács, vagy Szőny környékérül hozatott ide valamelly keresztény templom építéséhez, mert többek szerint a rómaiak a mos tani Csalóközben megtelepedve nem voltak.”
Bálványban az 1990-es évekig állami gazdaság működött, melynek felszámolása után épületei pusztulni kezdtek. A 2000-es években Komáromból kitelepített romák költöztek ide, így cigánytelep alakult ki. Bálványon szociális otthon (Oázis) is működik. A gútai vasútvonal megszüntetéséig vasúti megállóhelye is volt. Szilárd burkolatú mezőgazdasági út köti össze a Gútához tartozó Királynéréttel (Kráľka).

### Szőlős (Szovát)

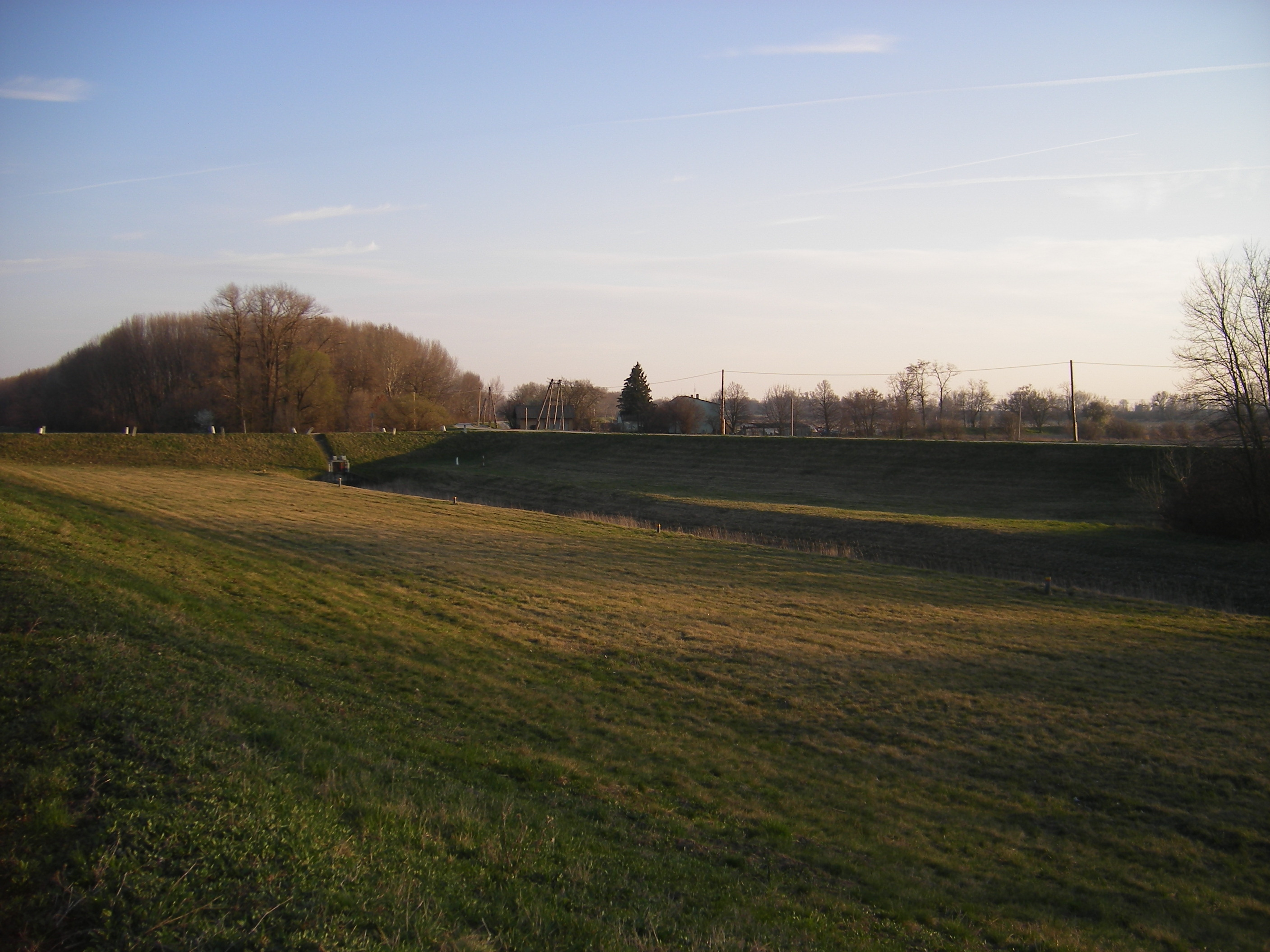
Szőlős

Szőlős (szlovákul Sady) – a falutól légvonalban 3 km-re északra, a Vág-Duna töltése mellett, Vágfüzessel szemben fekszik. Itt ágazik el a Bálványi-kanális, mely Bálványon keresztül a Komárom-Gútai-főcsatornáig vezet. Az 1960-as évek végéig komp kötötte össze az akkor még Keszegfalusi Sziget nevet viselő Vágfüzessel.
Szovát 1224-ben a győri püspökségé volt (átirata 1331-ből). 1425-ben Zsigmond király Blagai Lászlót tiltja némai Kolos Jeromosnak elzálogosított Zawath-i birtokainak háborgatásától. 1482-ben Zuath-ként szerepel a forrásokban. 1485-ben Marczelházi Pozsár Mihálynak és Györgynek, Miklós fiának és Marczelházi Pozsár Gáspárnak, Demeter fiának Mátyás király új adományt ad Vék, Keszegfalva, Zauad, Vizvár és Kava falvakra. 1559-ben I. Ferdinánd magyar király Posár Ambrus és Lukács testvéreknek adományozza a Komárom vármegyei Keszegfalva, Szovát falvakat, Véknek egy curiáját és házát, illetve egész Asszonyteleke aliter Machiola-t (Dunamocs).
Fényes Elek szerint: „Szőlős, puszta, jelenleg a keszegfalvi határral van egybeolvadva. Hajdan Szováth vagy Zavad nevet is viselt. 1700. Sándor Istvánnak királyi adománnyal adatik, de beigtatásának többen ellene mondottak. Lásd A. Aranyos 1716. Majtényi János k. ügyész a Sándor családbélieket megidézteti a Posár nemzetség kihaltánál fogva. 1719-ben Huszár Éva és Juliánna szinte pert kezdenek Gyulay Ferencz ellen (lásd Keszegfalva), s ebből láthatni, hogy Szőlős ekkor Zavadnak neveztetett.”

### Vízvár

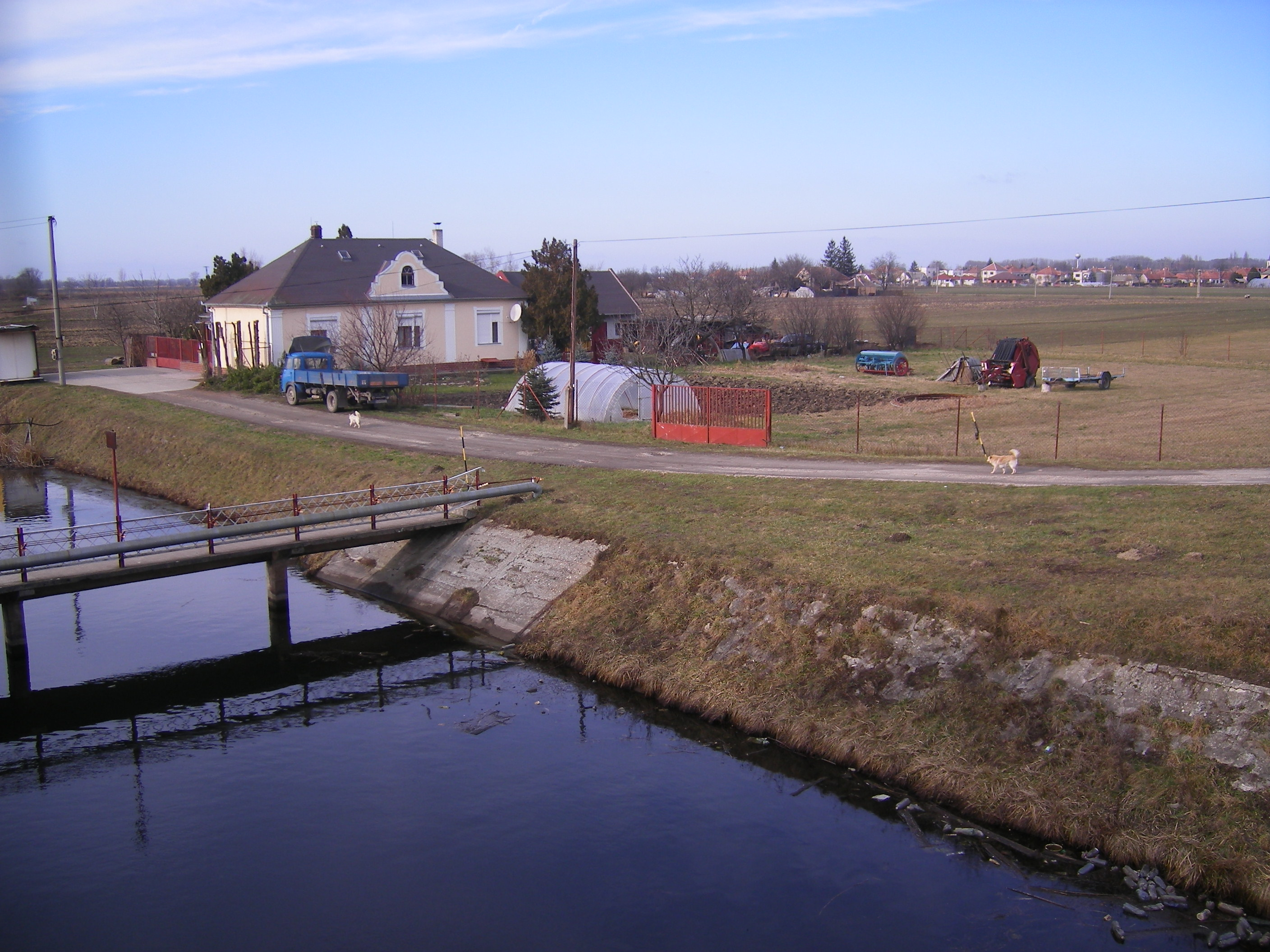
Vízvár

Keszegfalvától 1 km-re délre, a Konkoly-holtágból elágazó Aranyosi-kanális mentén fekszik.  A komáromi úttól keletre Vajas-major (szlovákul Vajaš) is Keszegfalvához tartozik.
1466-ban Wyzwar-ként említik, a marcelházi Posáry család vízvára állt itt. A család utolsó tagjának, Posáry Györgynek 1655-ben bekövetkezett halála után a vízvár királyi tulajdonba került. Ezt követően reneszánsz stílusban kastéllyá alakították át. A török hadjáratok idején megsérült, ezért I. Lipót 1681-ben erődöt építtetett a helyére. A 18. század kezdetén az erőd elveszítette hadászati jelentőségét és enyészetnek indult, maradványai a Vág folyó szabályozásakor megsemmisültek.
Vályi András 1796-ban kiadott geográfiai szótárában így ír róla: „VÍZVÁR. Szabad puszta Komárom Várm. földes Urai több Uraságok.”
Fényes Elek szerint: „Vízvár, Gadóczczal és Keszegfalvával határos, 38 férfi és 41 nő kath. lakossal. Róna határa 709 hold, mellyből 209 hold szántóföld, 500 hold kaszáló és legelő. Földe igen termékeny, de vizektől sokat szenved. Így a Dudvágh ere itt szakad a Vágh-Dunába, pedig ez hozza le a posonmegyei vizeket, mint legmélyebb ér, melly a rómaiak idejében mesterséggel készült csatorna lehetett. Egyébiránt a vízvári határ nagyobb része túl esik a Vágh-Dunán Kava név alatt. Földesurai: Csúzy, Halasy, Kornis, Bossányi, Molnár, Kotz, nemes családok.”

## Képtár

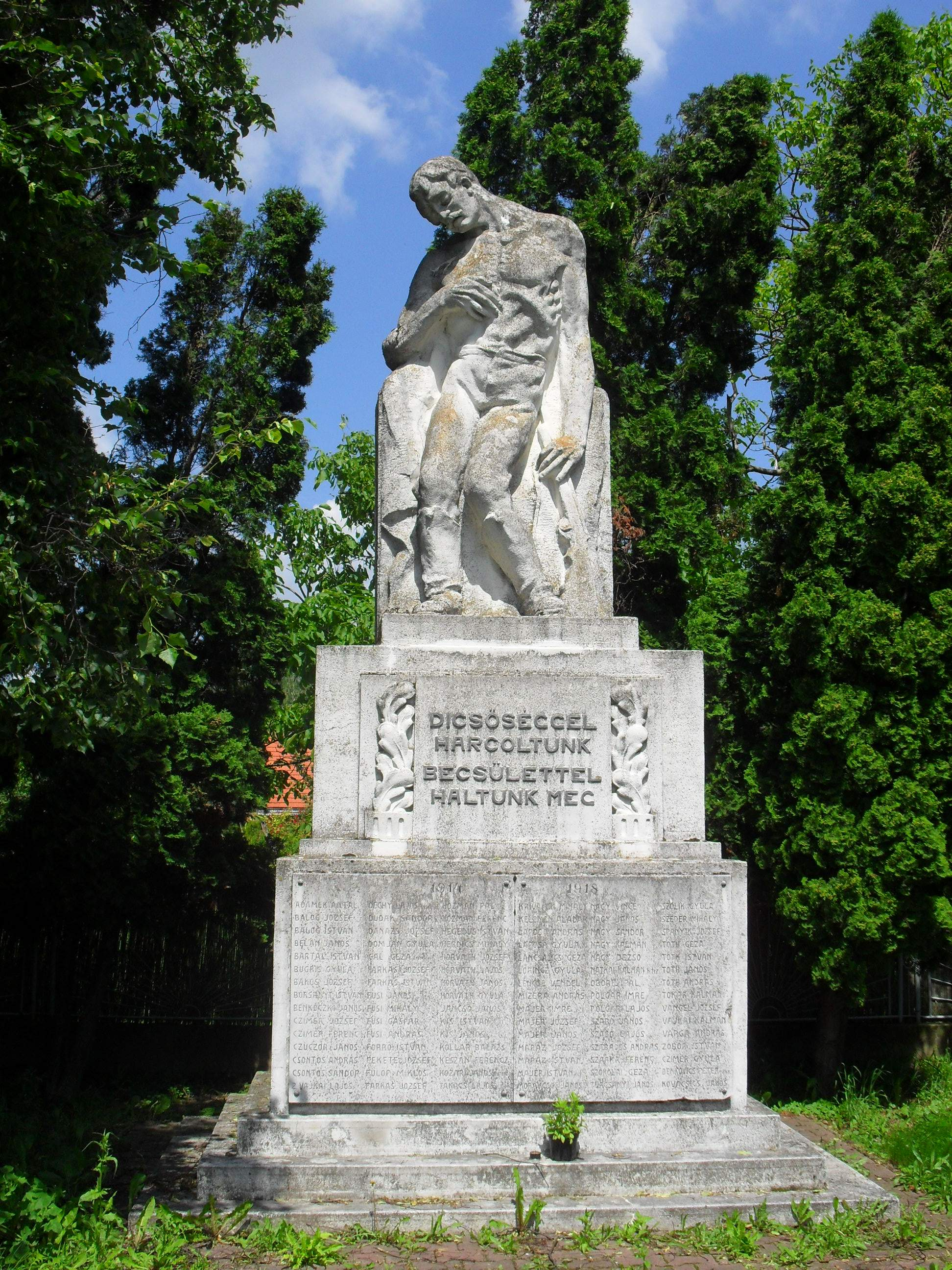
Első világháborús emlékmű
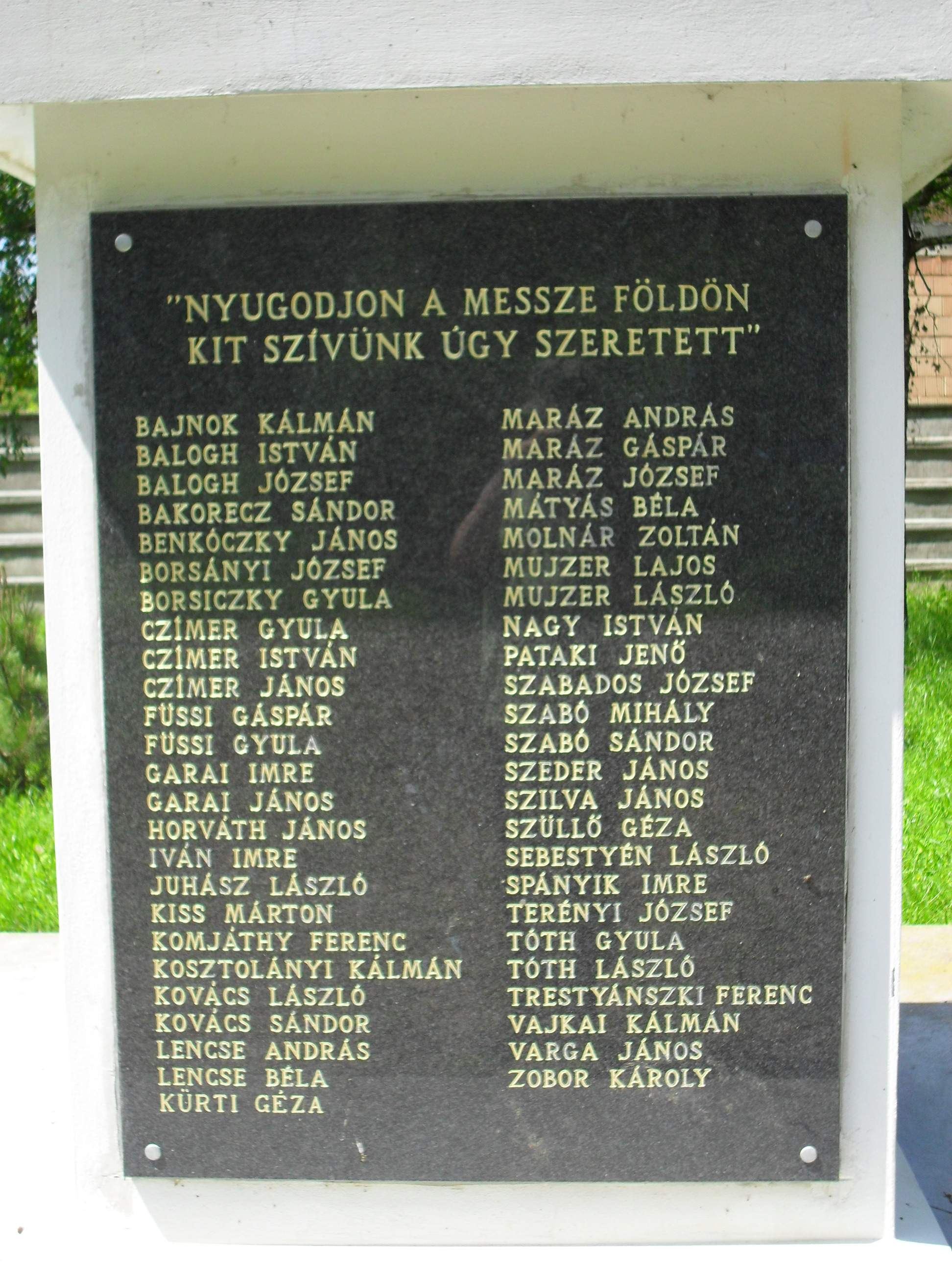
Második világháborús emlékmű (részlet)
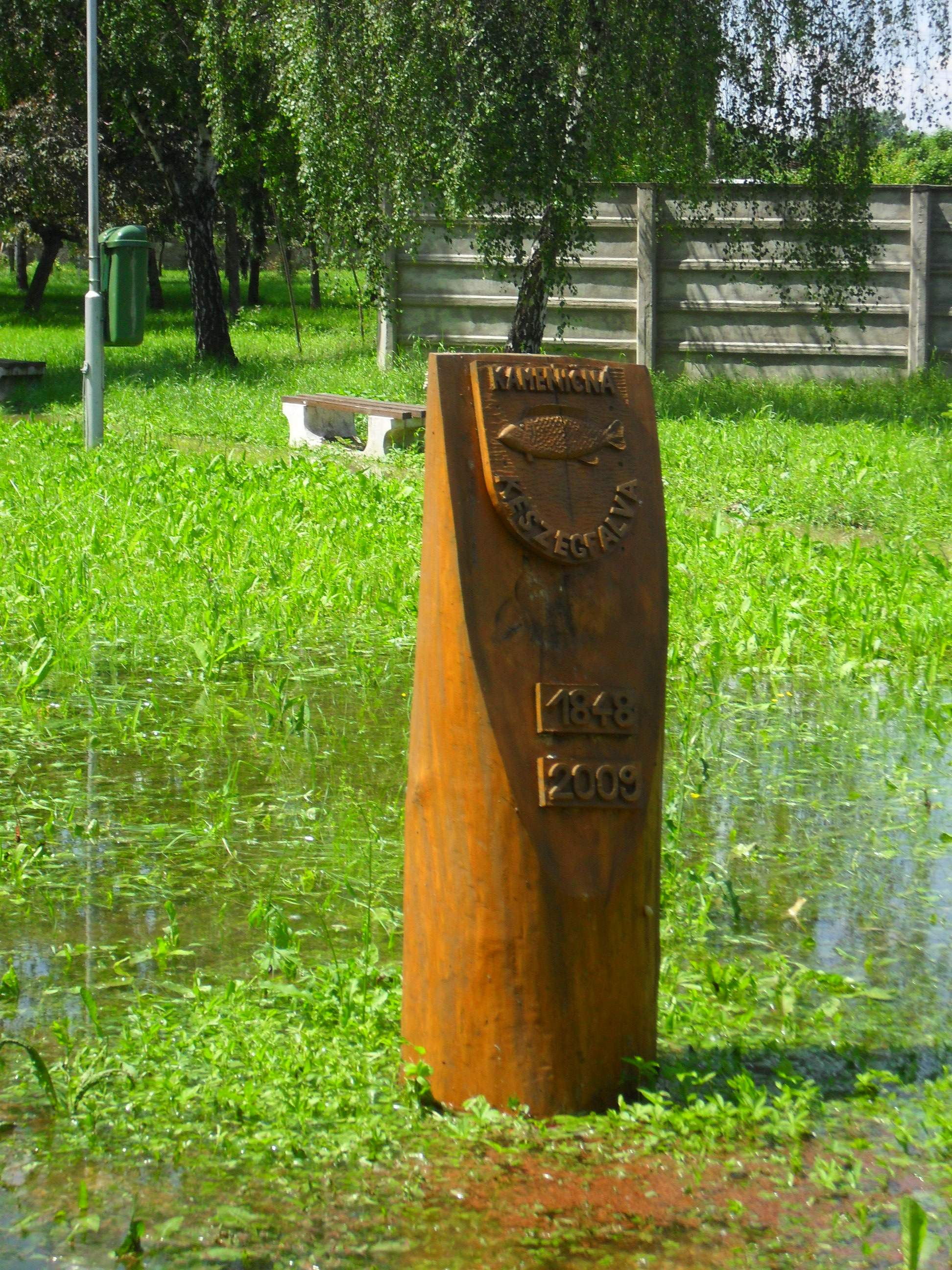
Az 1848-as forradalom emlékműve
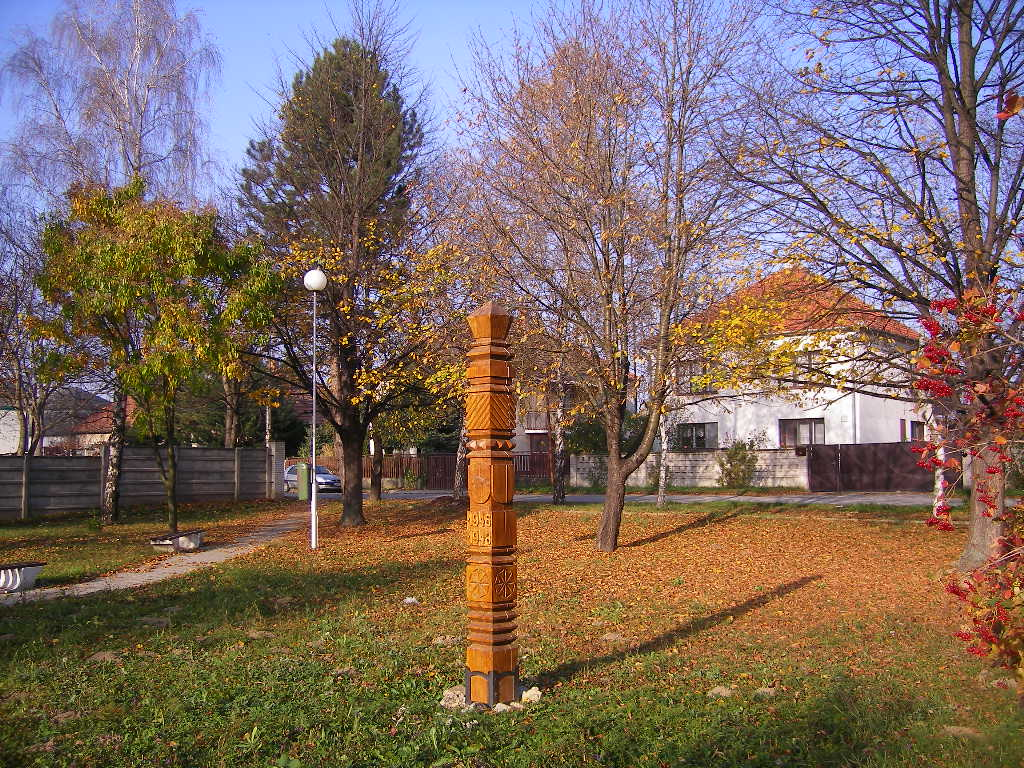
A kitelepítettek emlékkopjafája
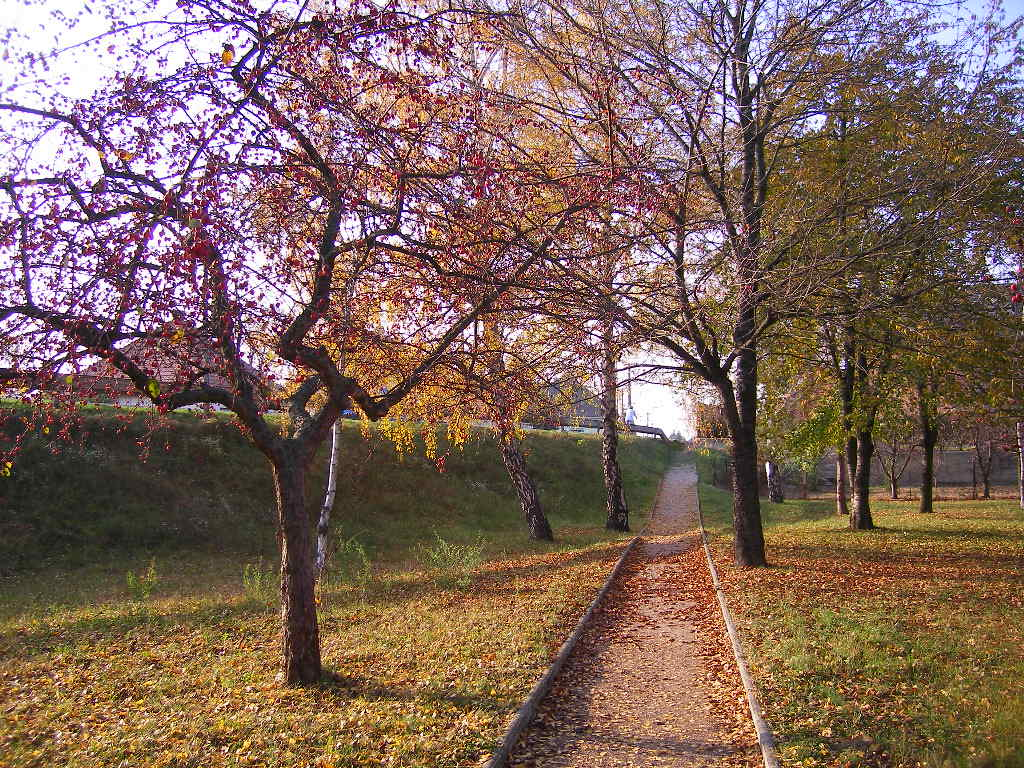
A Hősök parkja
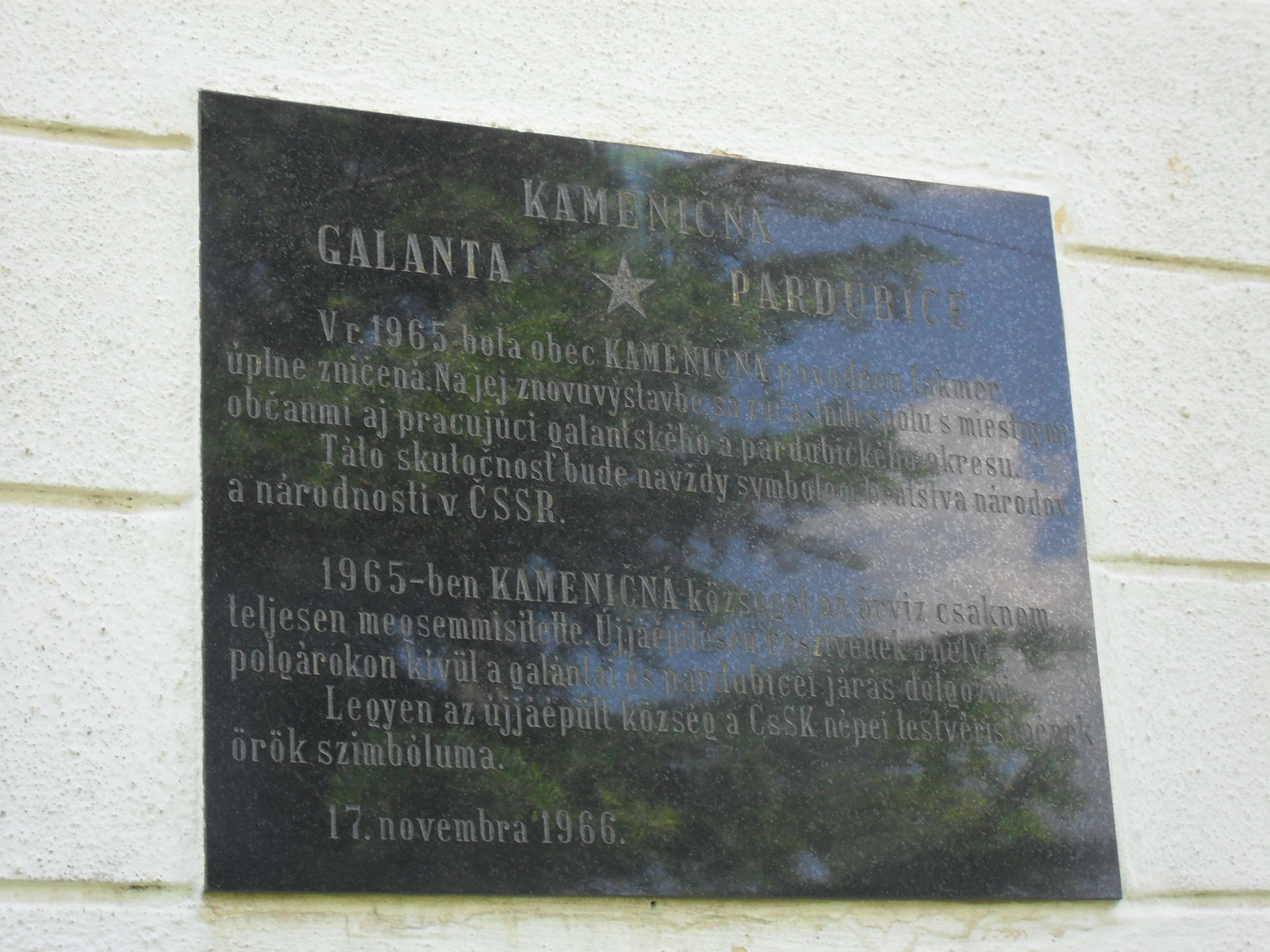
Újjáépítési emléktábla
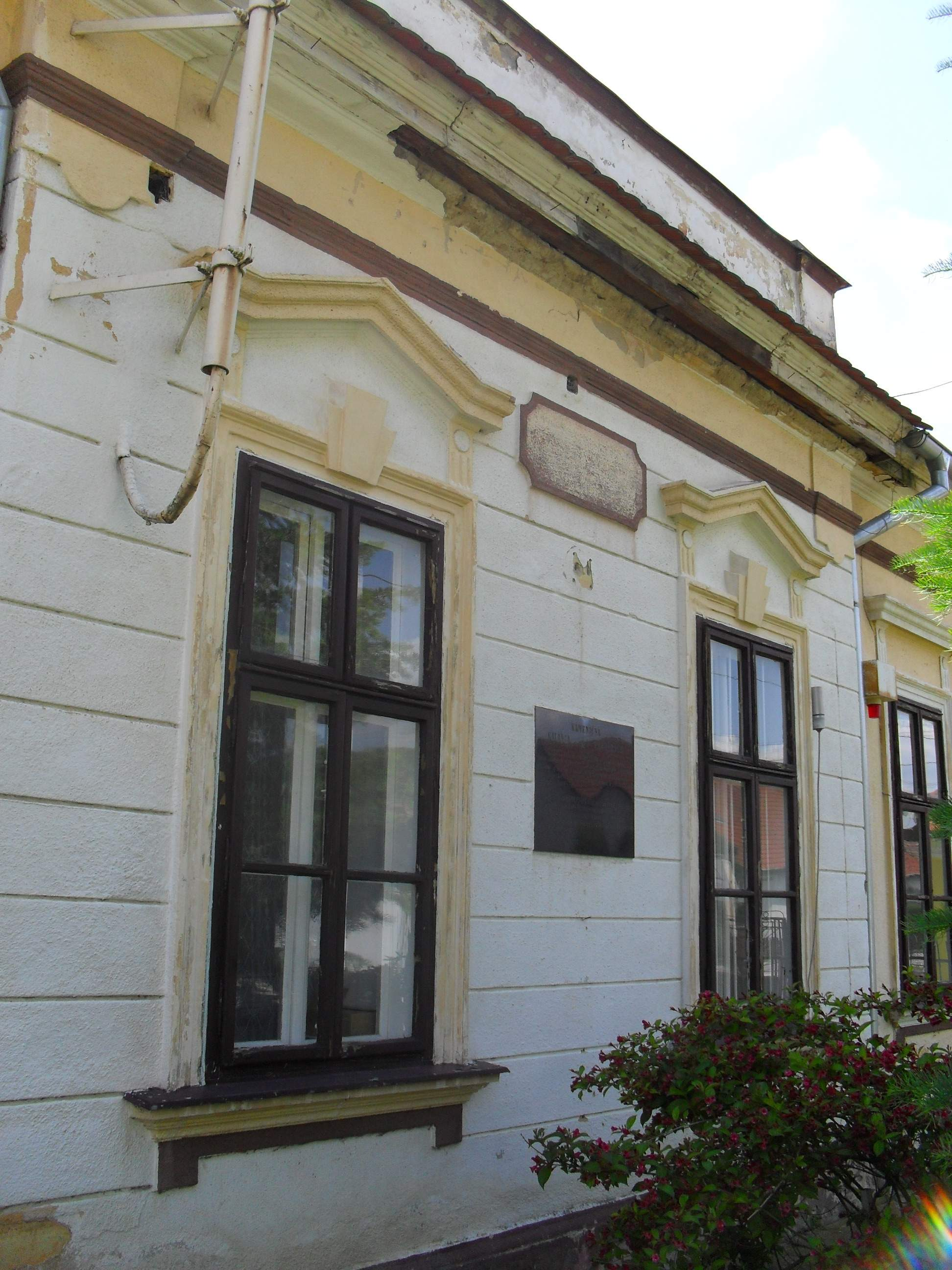
Régi községháza - részlet
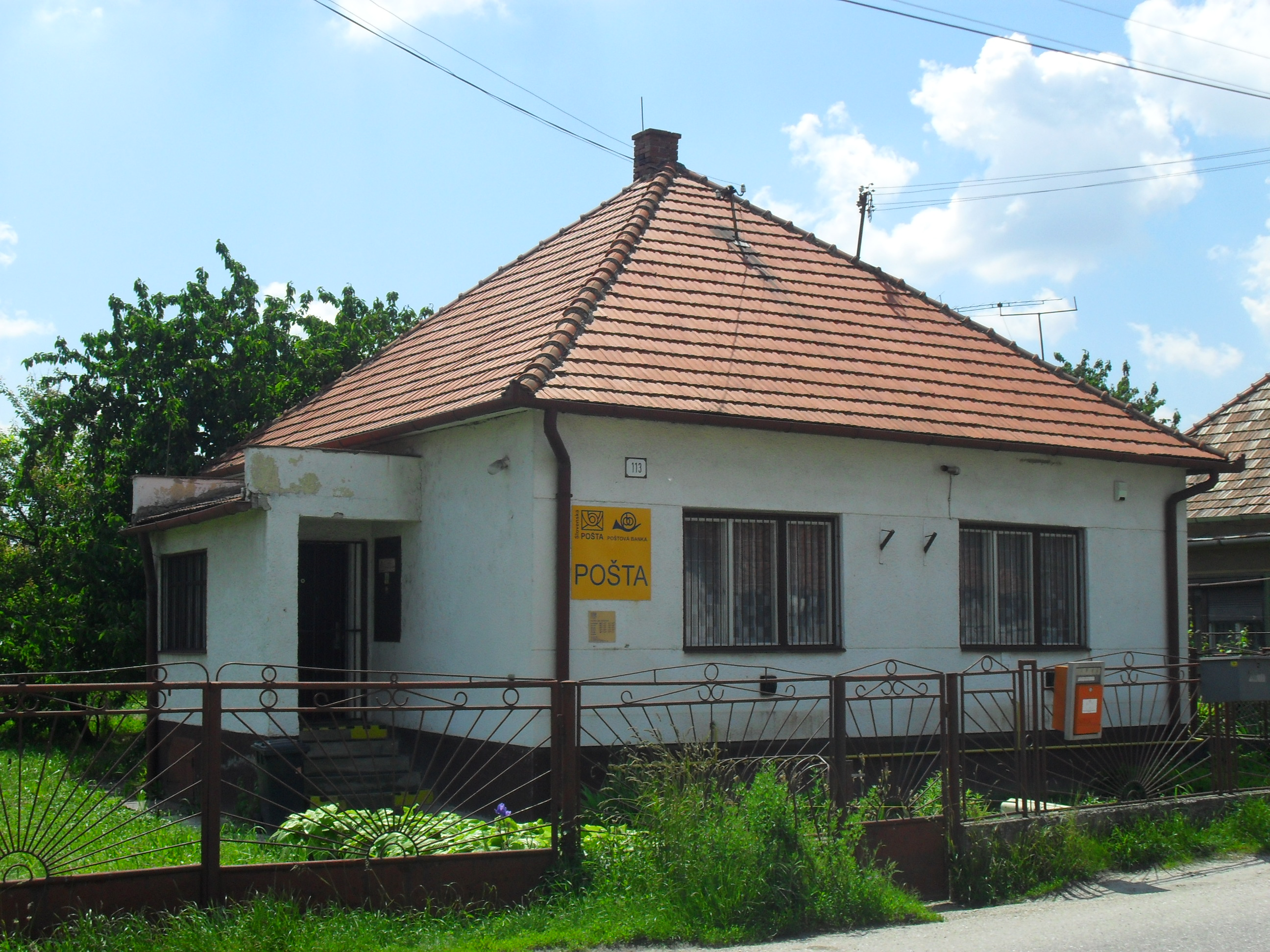
Posta
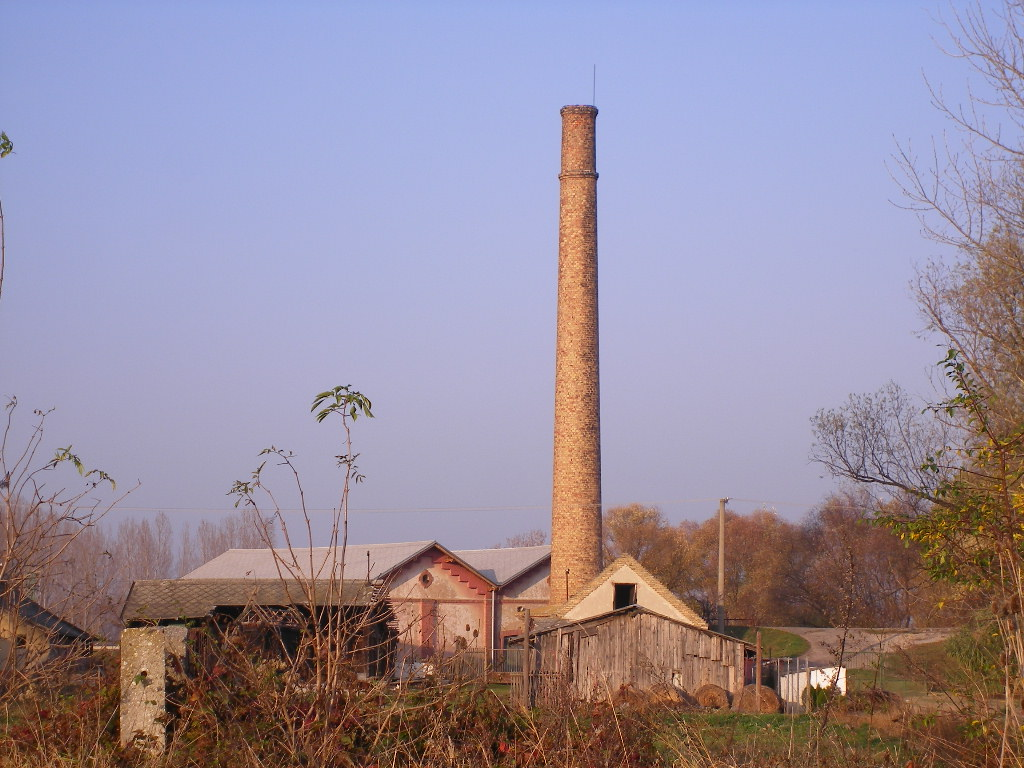
Régi szivattyútelep Vízváron
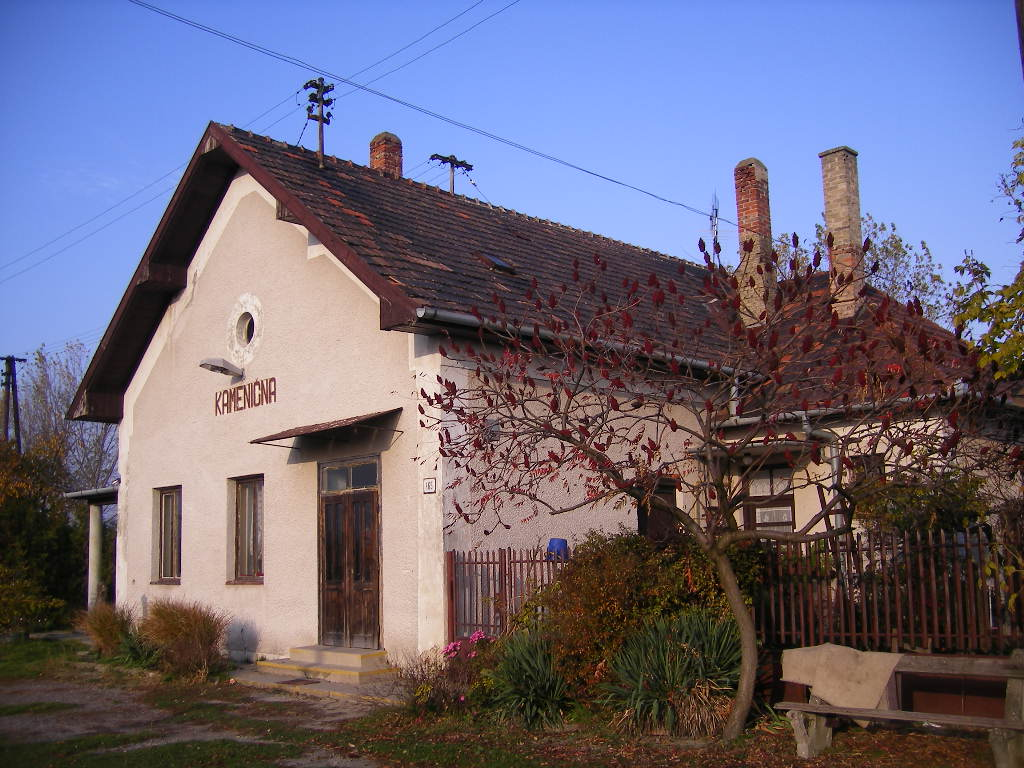
A volt vasútállomás
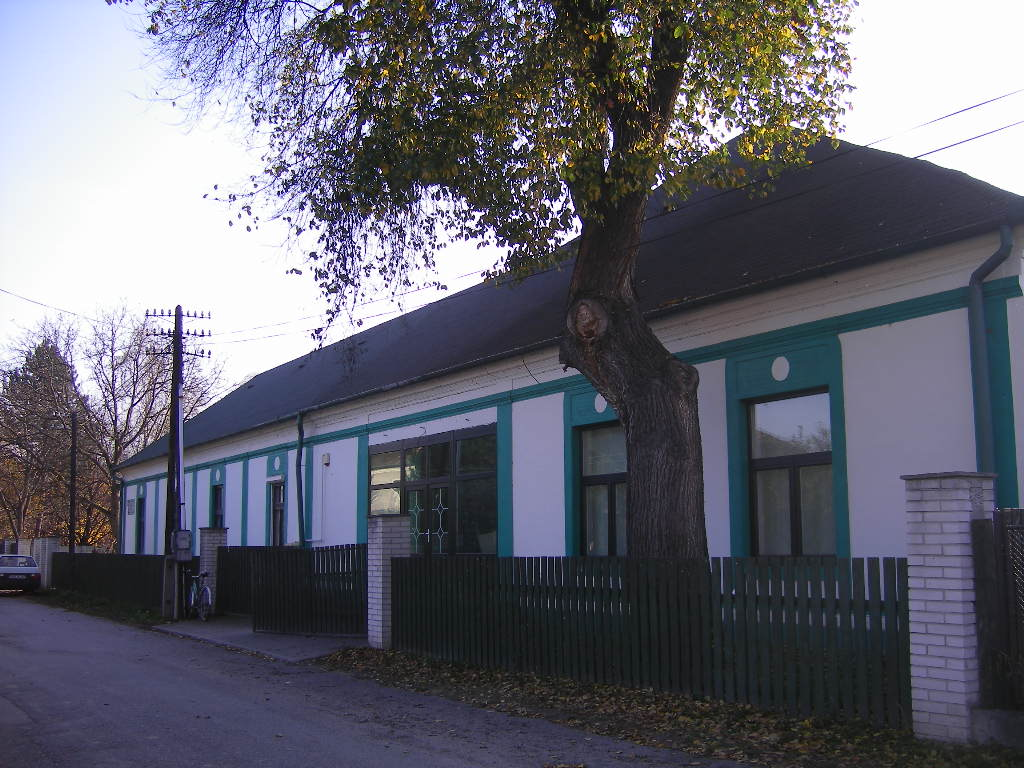
Nyomdaüzem
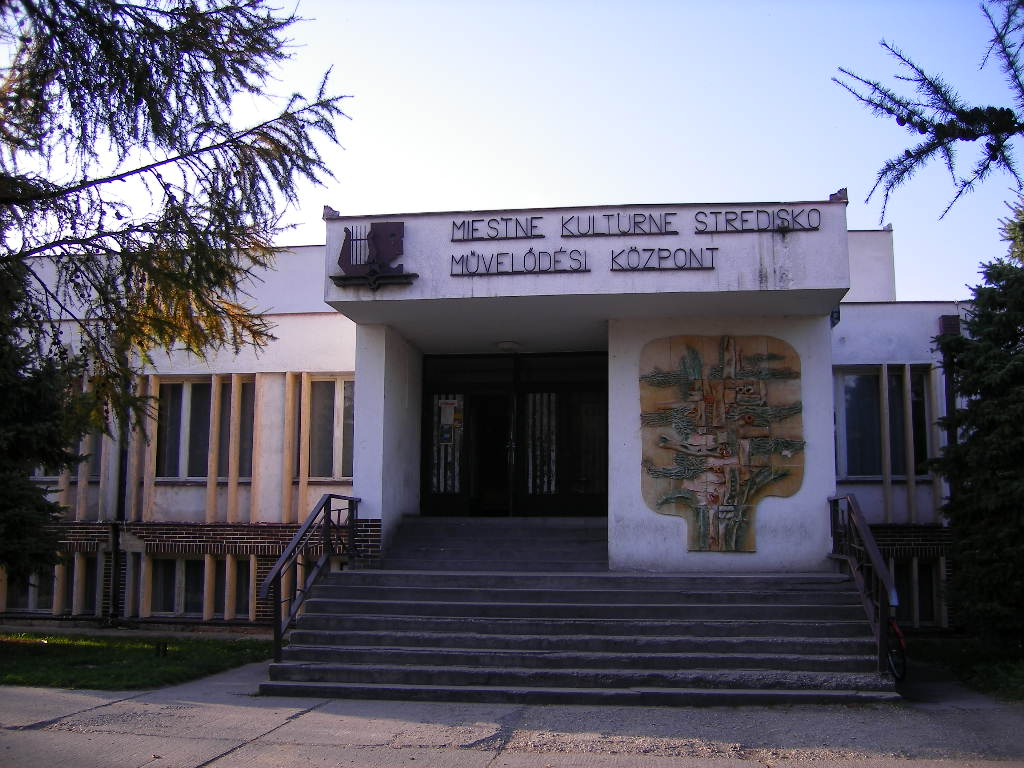
Művelődési központ
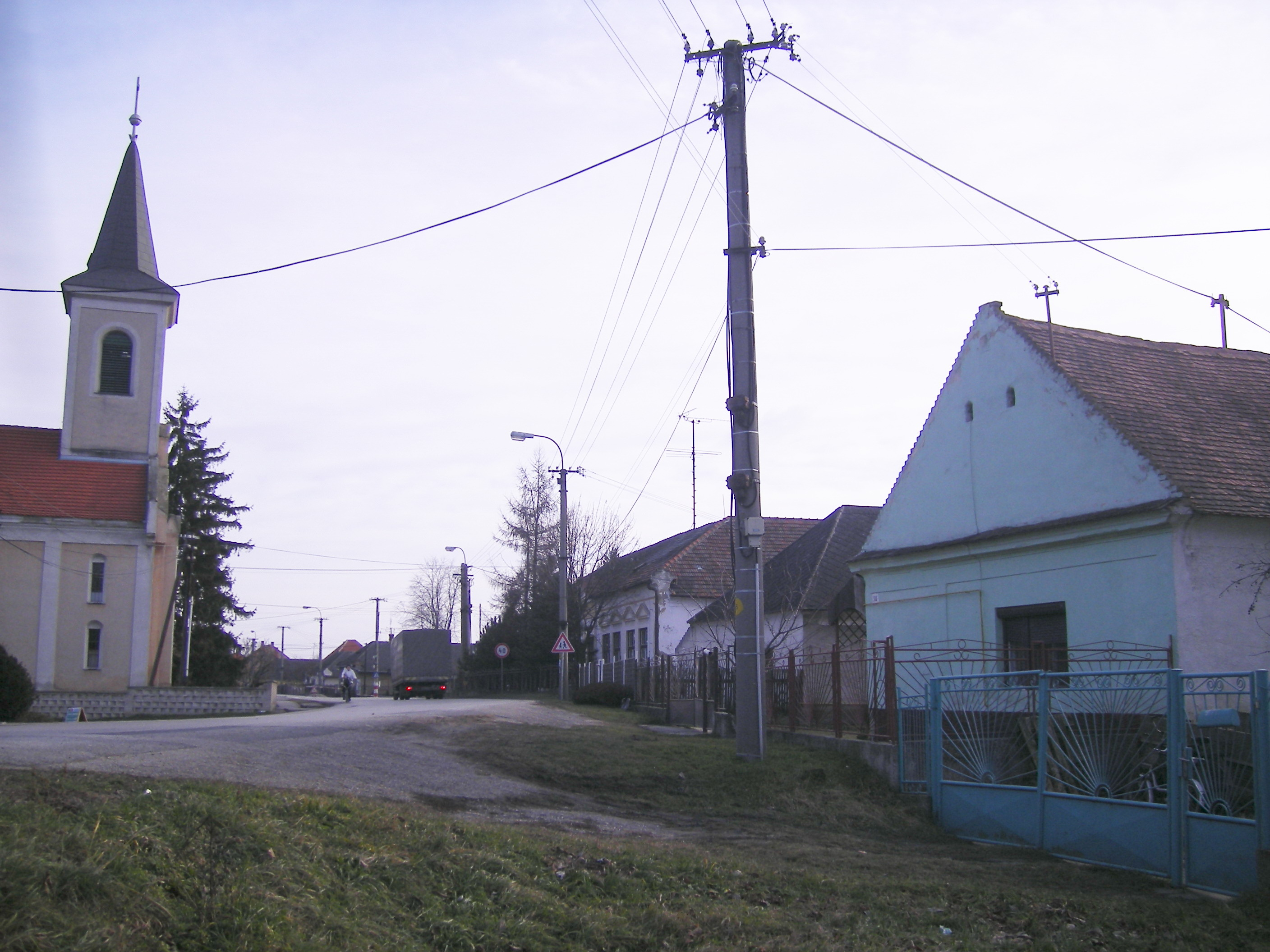
Fő utca
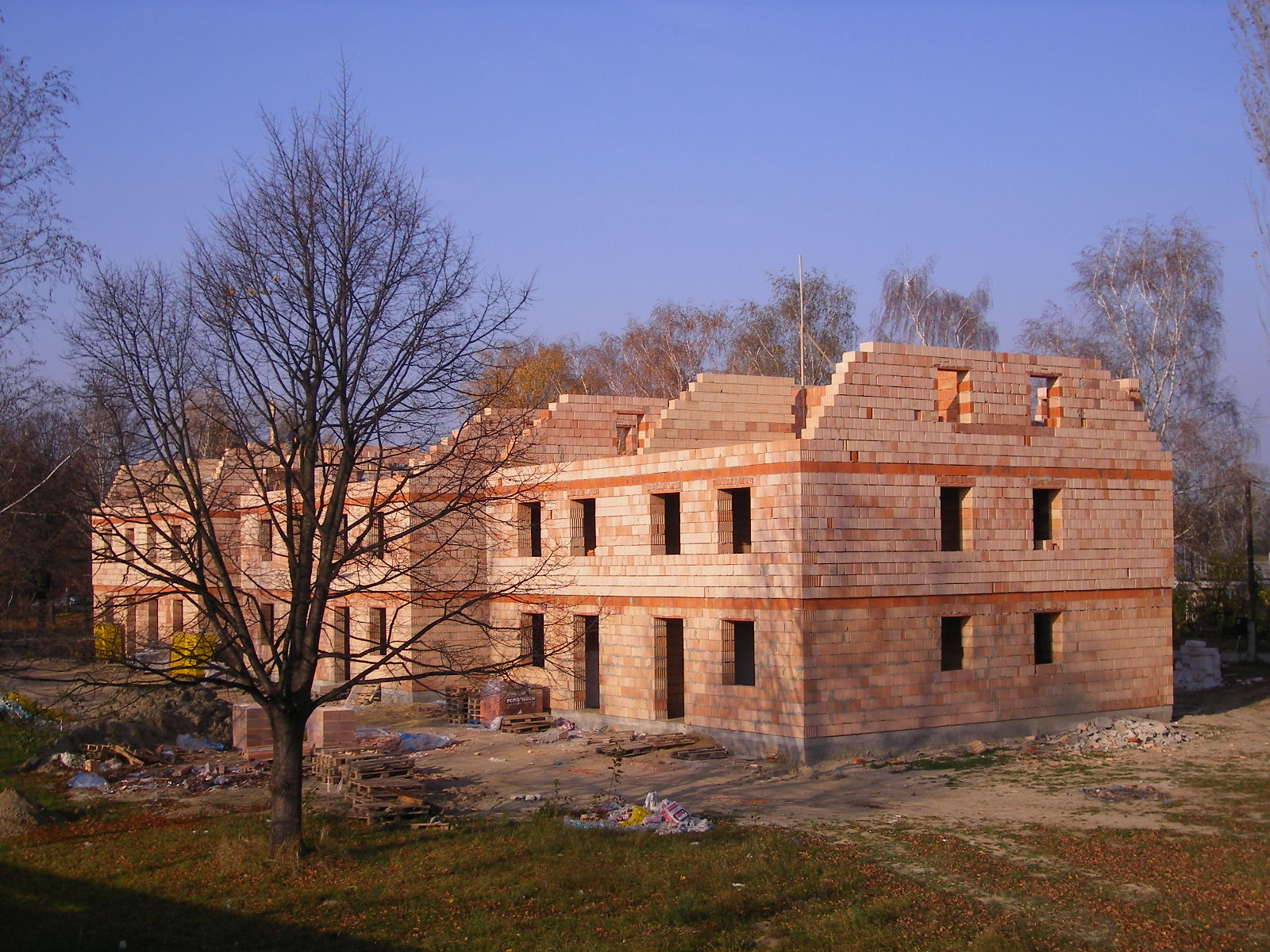
Épülő új bérházak
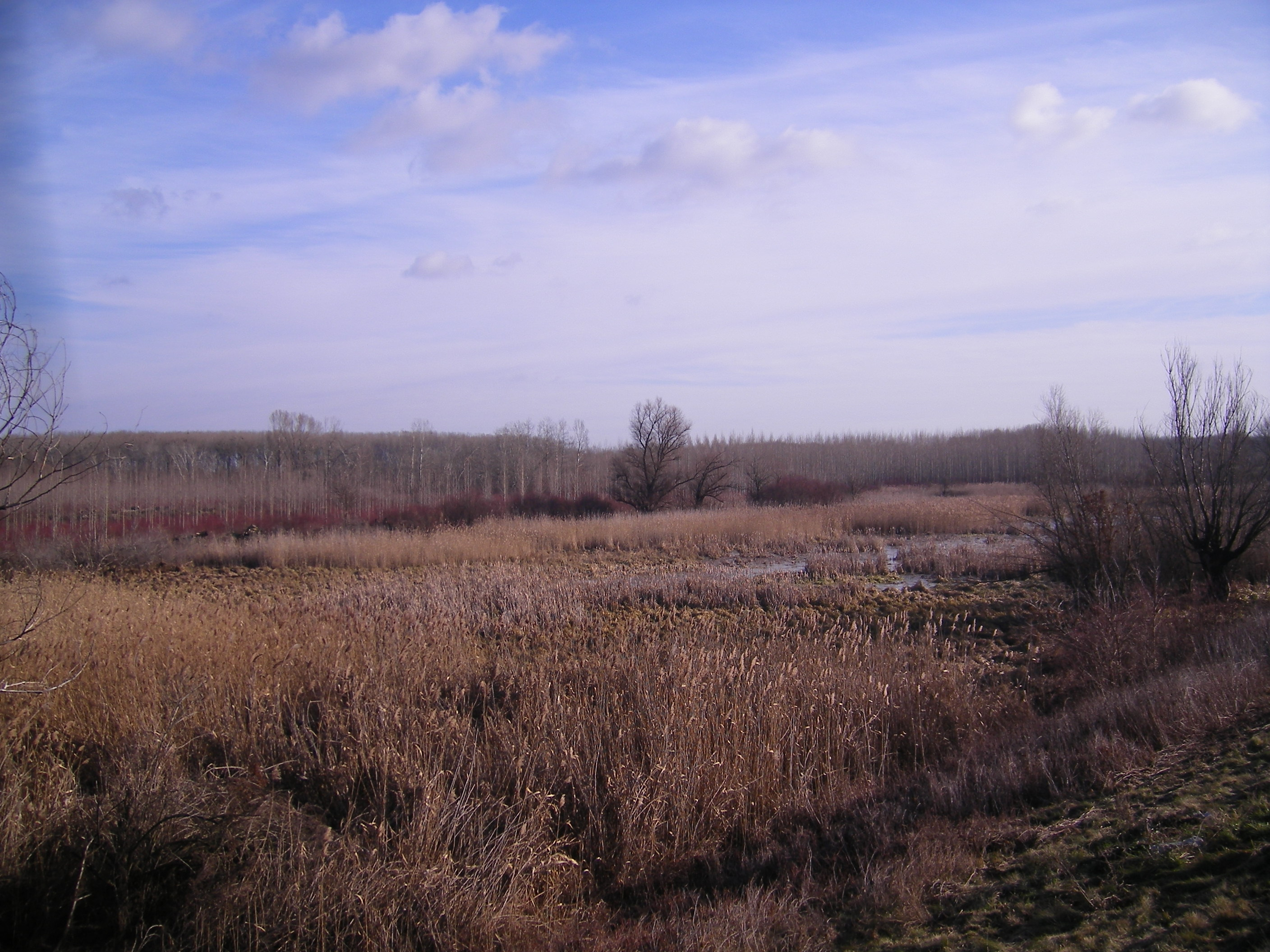
A lohóti mocsarak
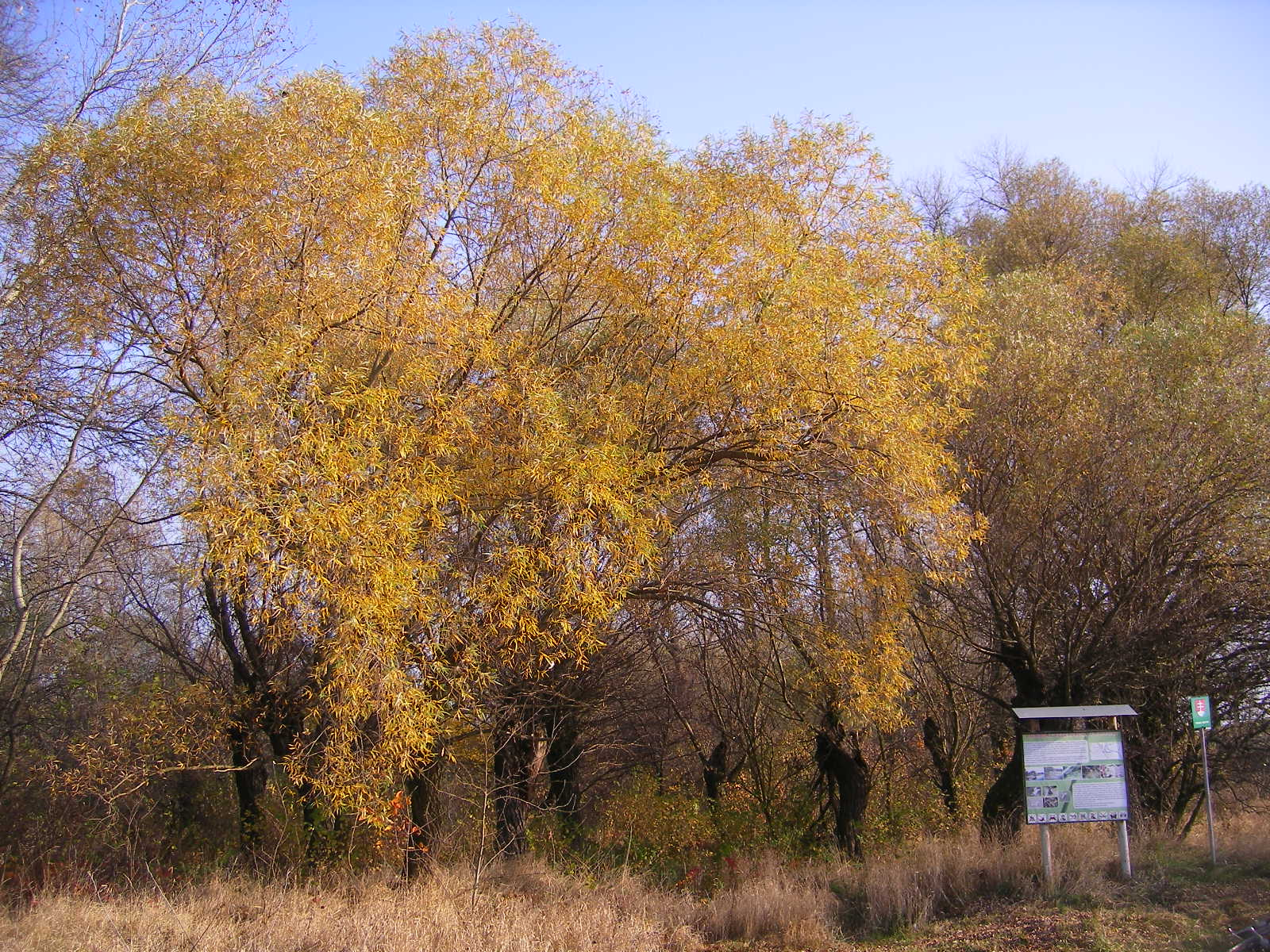
A Füzes Védett Terület
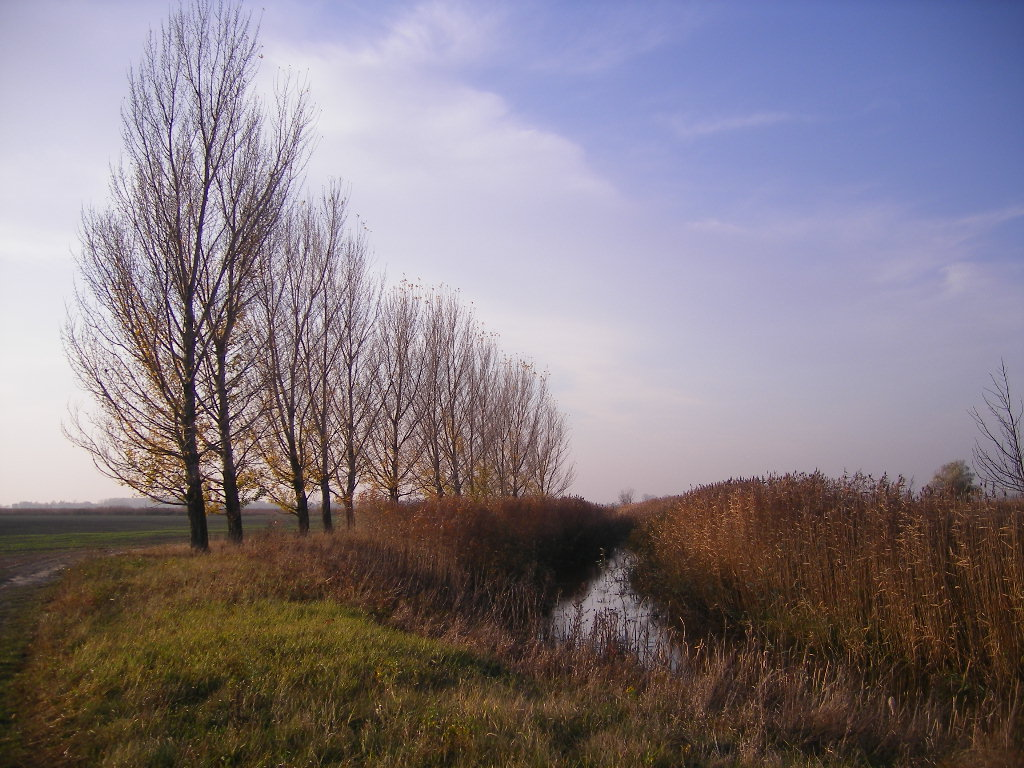
Csallóközi táj
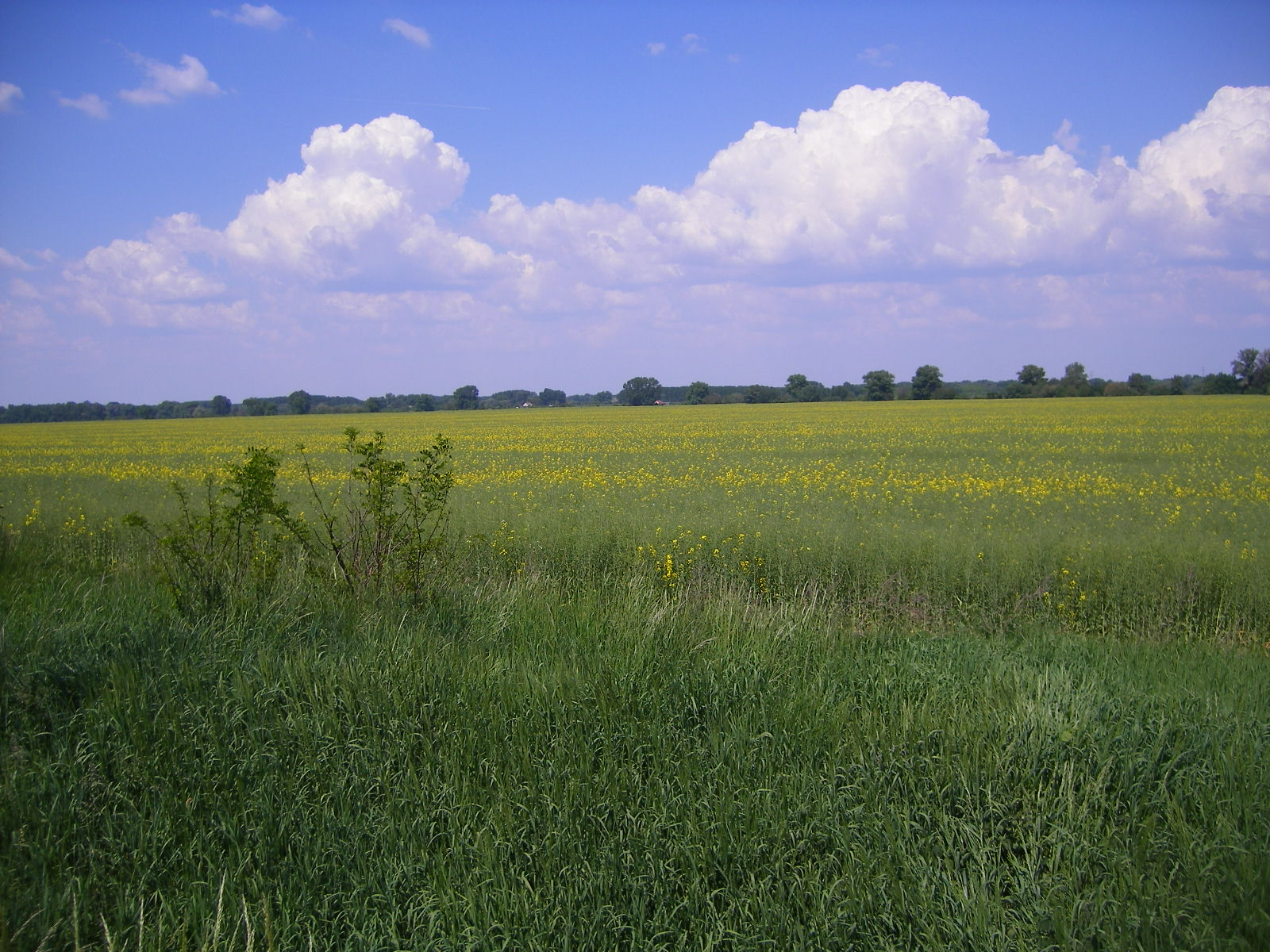
Bálványszakállas
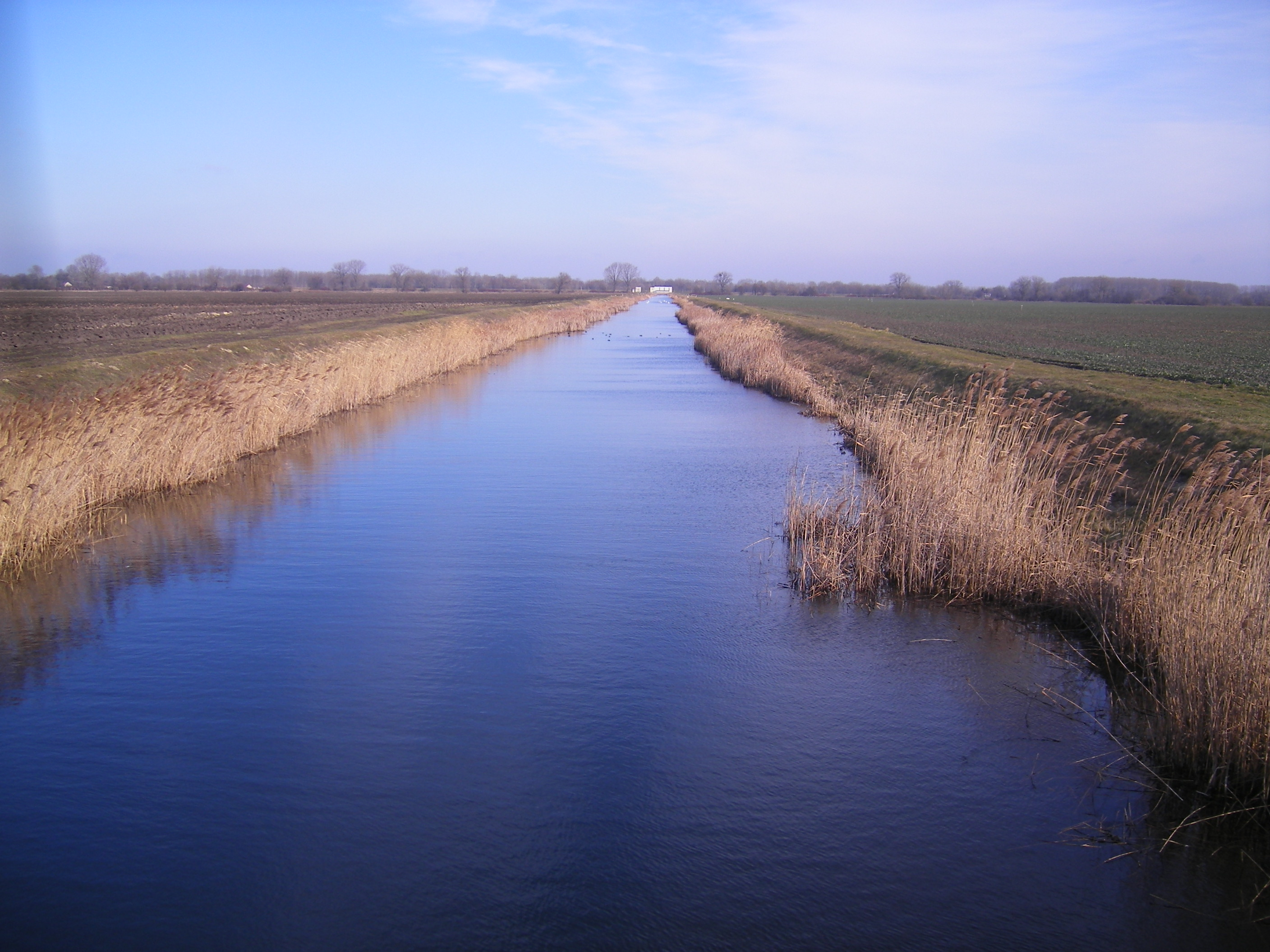
A Bálványi-kanális
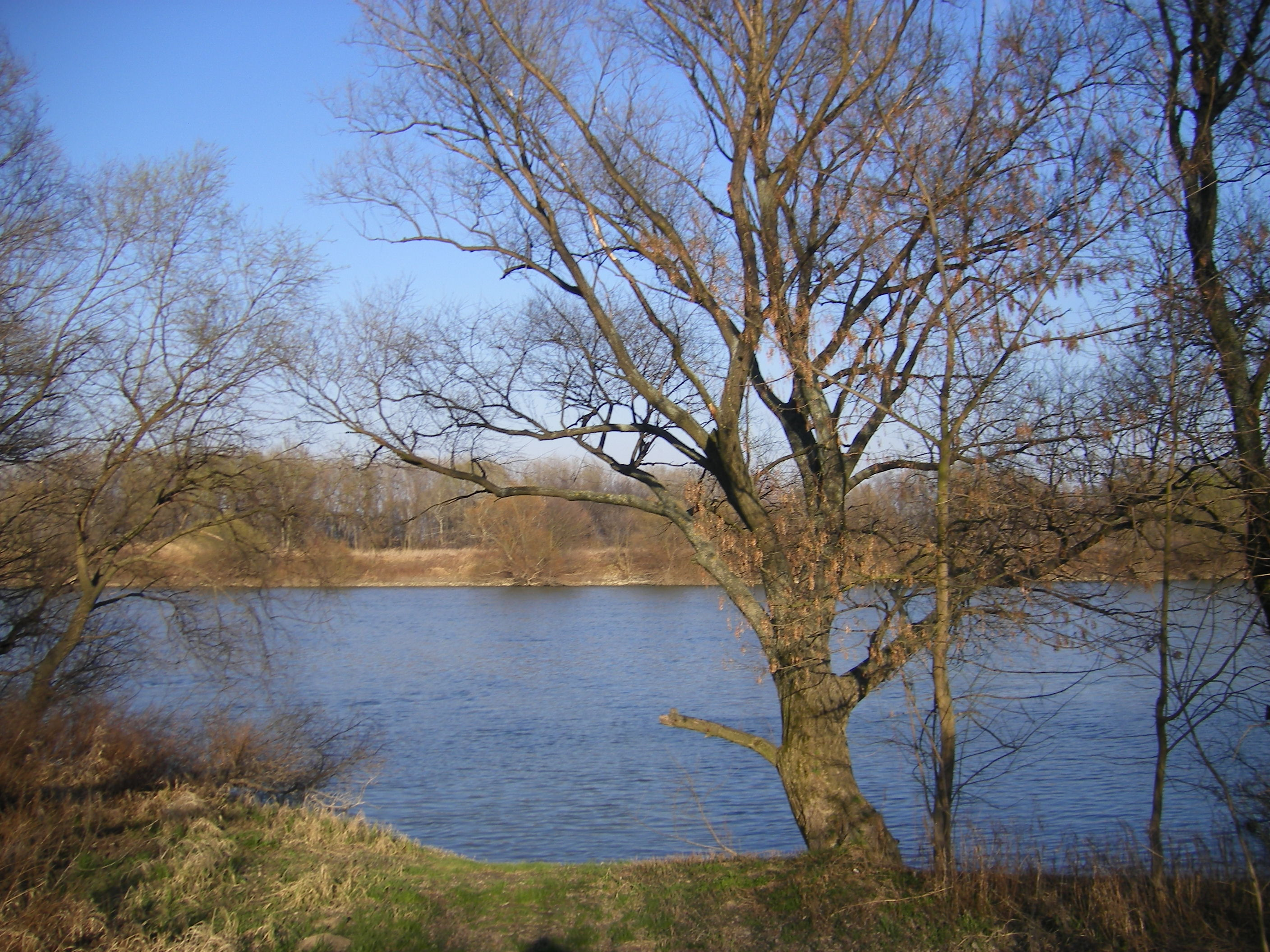
A Vág Keszegfalvánál

### Szakrális kisemlékek

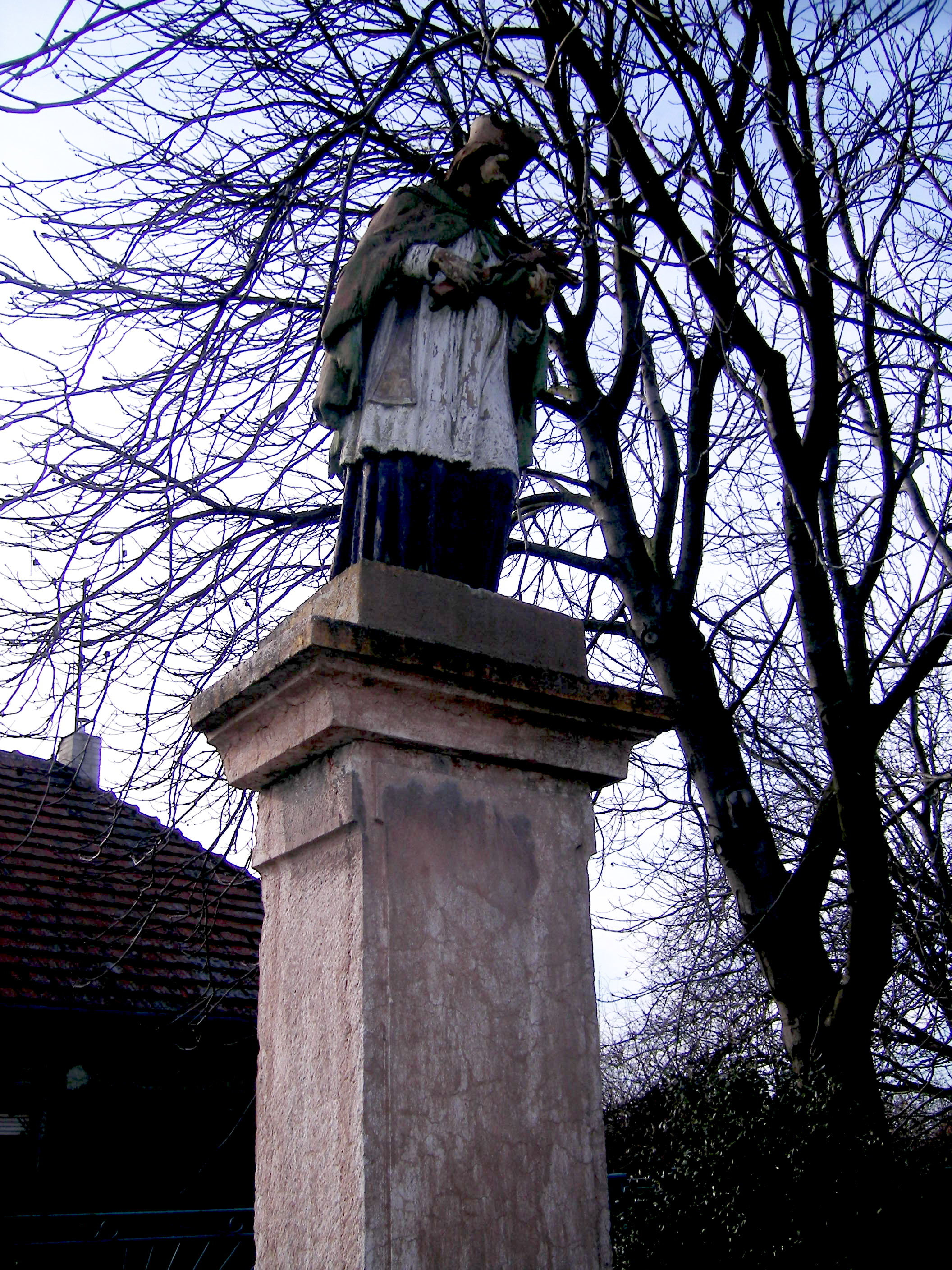
Nepomuki Szent János szobra
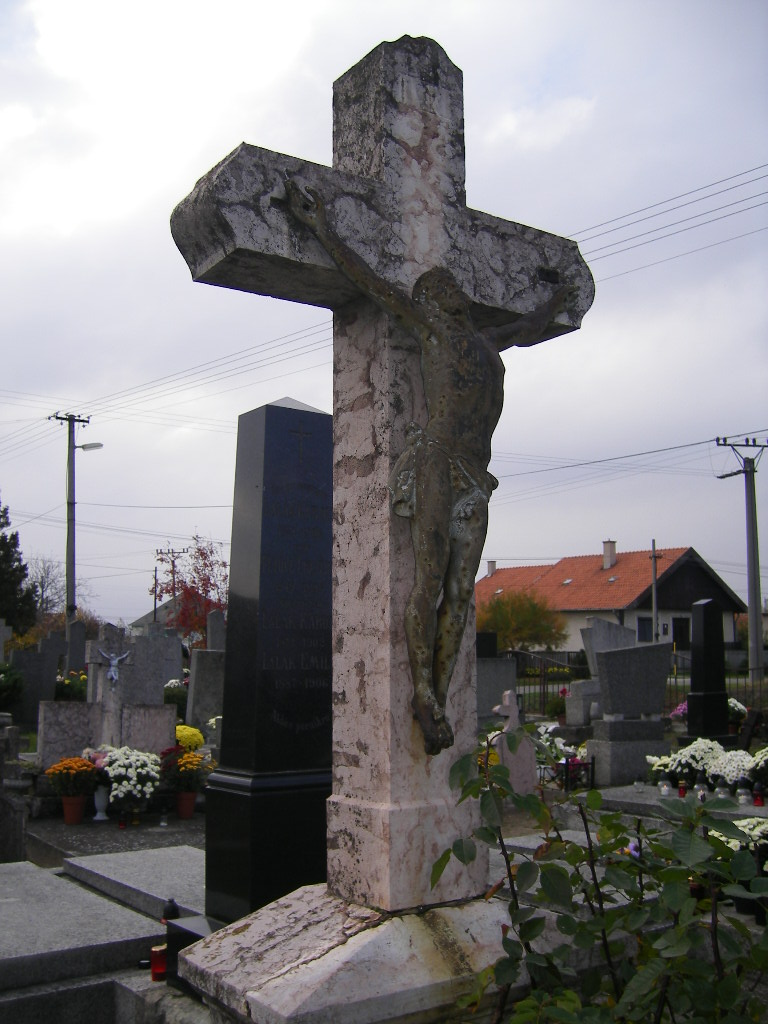
Temetői kereszt (1864)
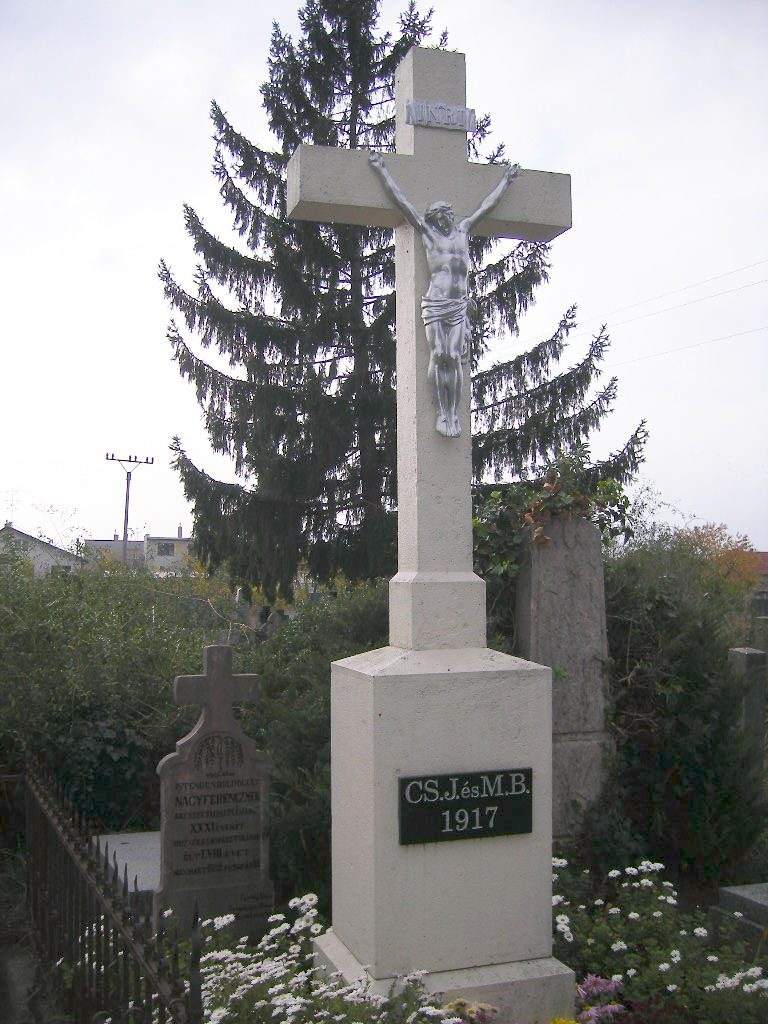
Temetői kereszt (1917)
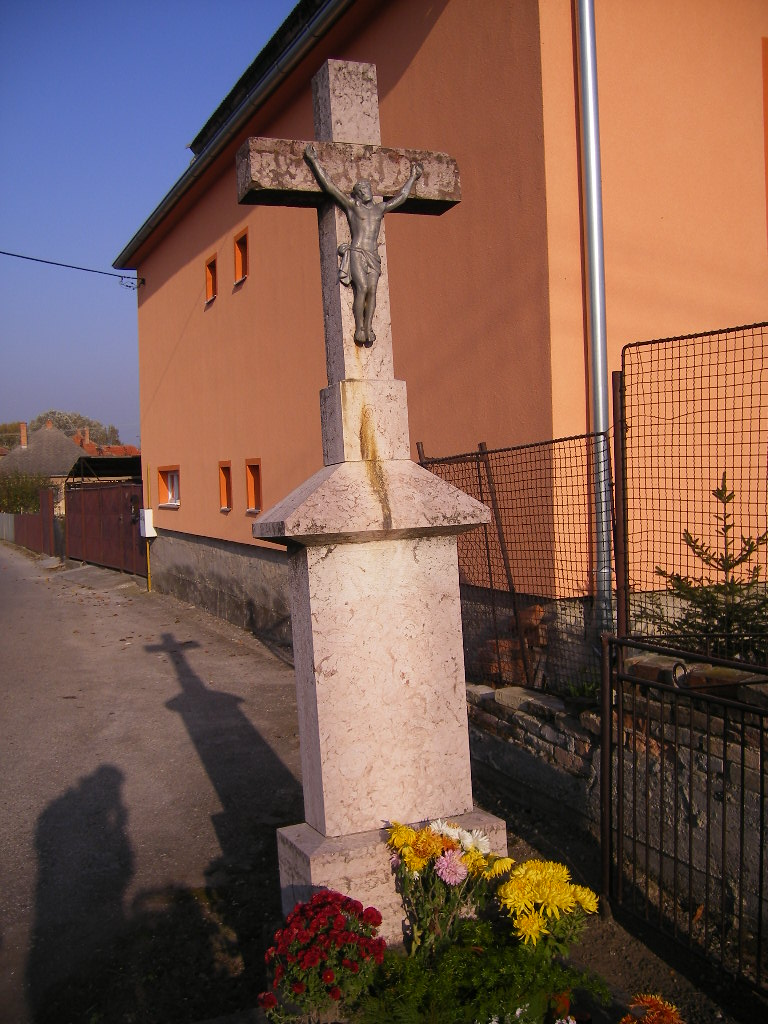
Útmenti feszület
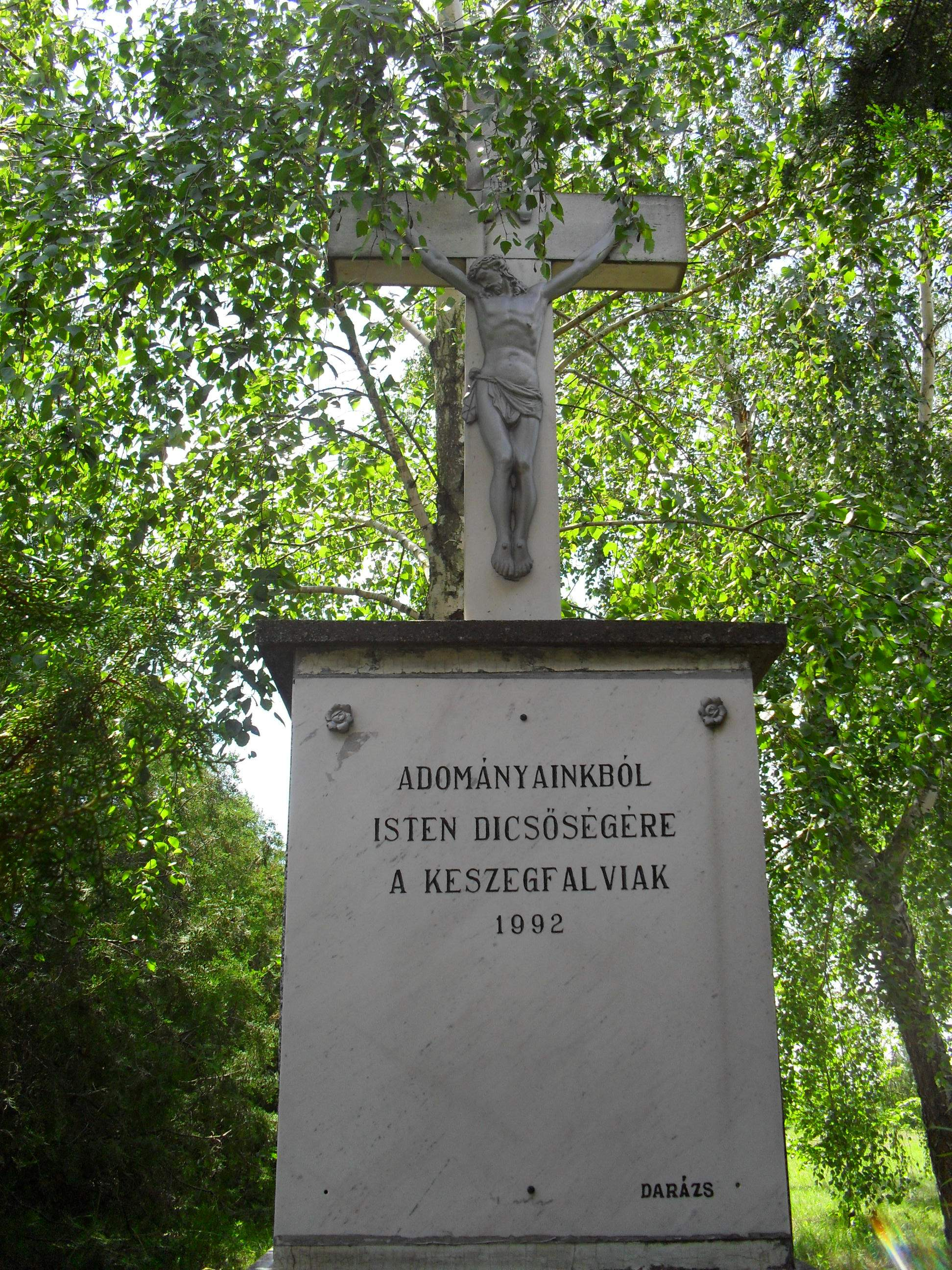
Feszület az új temetőnél
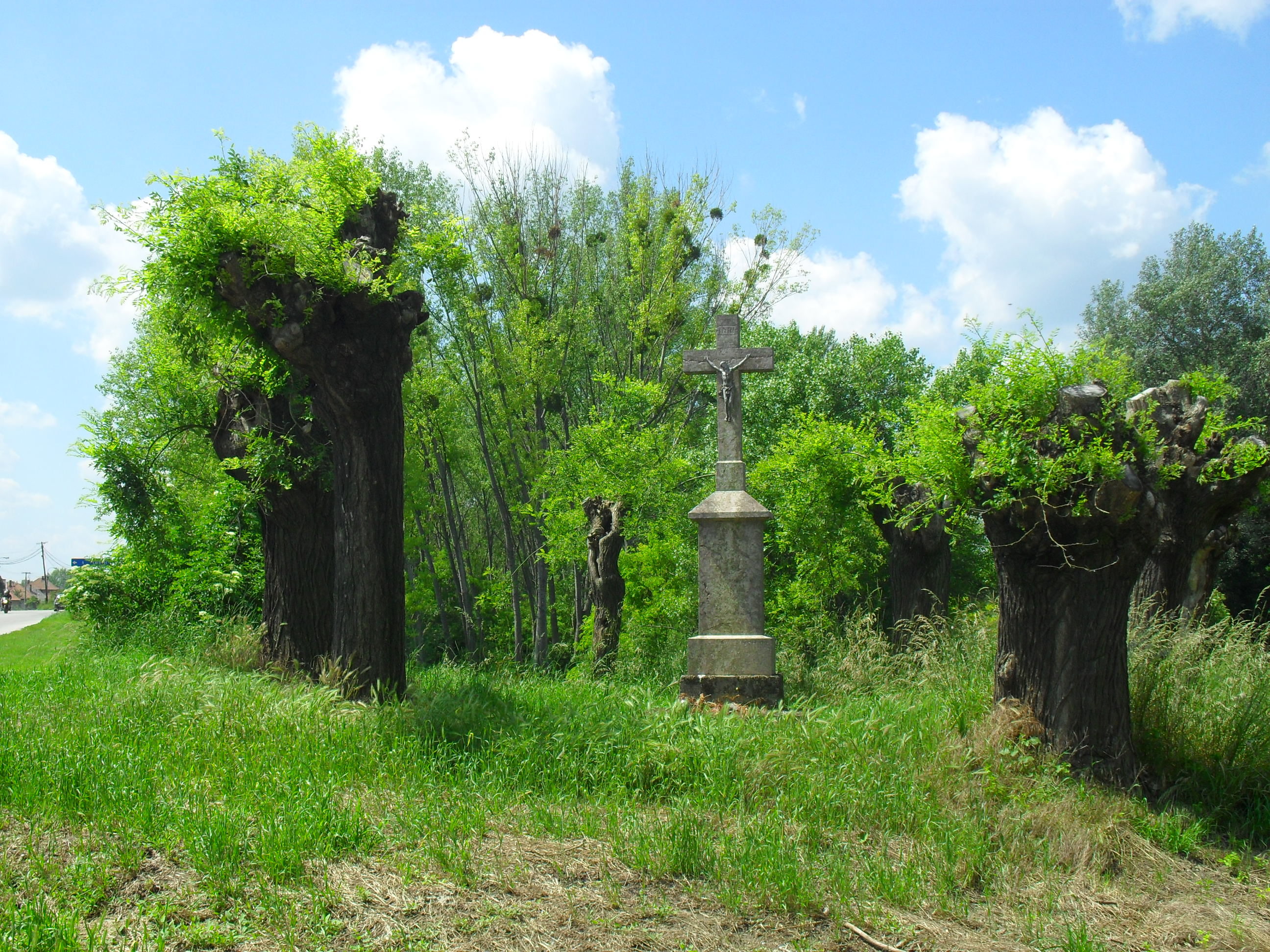
Útmenti feszület

## Testvértelepülés
- Réde
- Tetétlen